# Ensemble monumental de Hampi
L'ensemble monumental de Hampi est un site classé au patrimoine mondial de l'UNESCO situé à Hampi dans le centre-est de l'État du Karnataka en Inde. 
Il est le centre de la capitale éponyme de l'empire hindou de Vijayanagara pendant le XIVe siècle. Les chroniques laissées par les voyageurs perses et européens, et en particulier par les Portugais, parlent d'une grande ville prospère située près de la Tungabhadrâ. En 1500, Hampi-Vijayanagara était la deuxième plus grande ville de l’époque médiévale après Pékin, et probablement la plus riche de l’Inde à cette époque, attirant des commerçants persans et portugais,. L'empire de Vijayanagara est vaincu par une coalition de sultanats musulmans; sa capitale est conquise, pillée et détruite par les armées du sultanat en 1565, après quoi Hampi est restée en ruine,,.
Situés au Karnataka près de la ville moderne de Hospet, les ruines de Hampi s'étendent sur 4 100 ha et elles sont décrites par l’UNESCO comme un « site austère et grandiose » regroupant plus de 1 600 restes du dernier grand royaume hindou du sud de l’Inde, qui comprend des « forts, des rives, des ensembles royaux et sacrés, des temples, des sanctuaires, des halls, mandapas, structures mémorielles, ouvrages hydrauliques et autres ». Hampi est antérieure à l'empire Vijayanagara ; il y en a des preuves dans l'épigraphie d'Ashoka, et la ville est mentionnée dans le Ramayana et les Puranas de l'hindouisme tels que Pampaa Devi Tirtha Kshetra,. Hampi continue d'être un important centre religieux abritant le temple de Virupaksha, un monastère actif lié à Adi Shankara et divers monuments appartenant à la vieille ville,.

## Emplacement

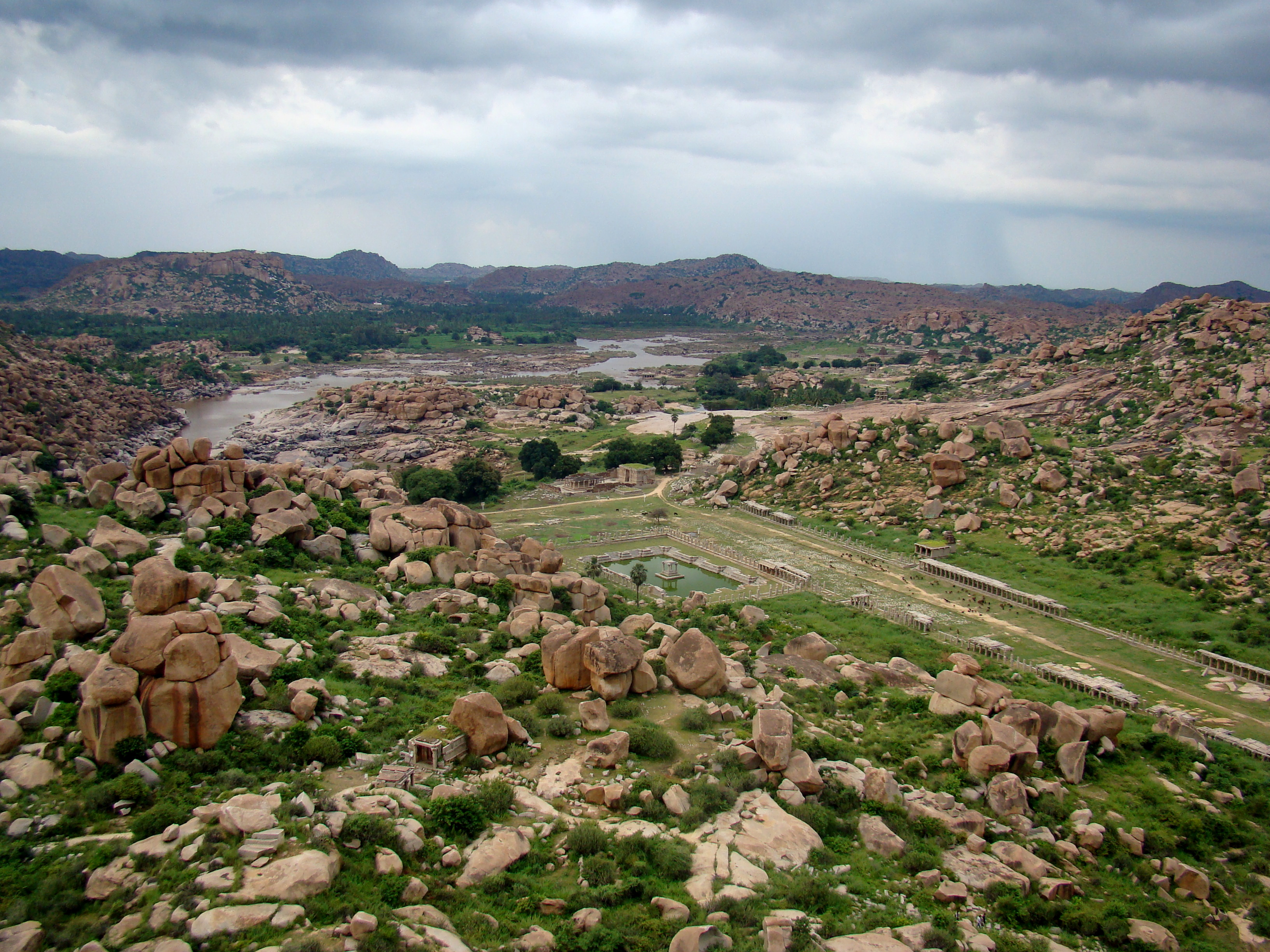
Hampi est situé sur un terrain rocheux. Ci-dessus: l'une des nombreuses ruines du marché de Vijayanagara, avec la rivière Tungabhadra à l'arrière-plan

Hampi est situé sur les rives de la Tungabhadrâ, dans la partie orientale du centre du Karnataka, près de la frontière avec l’Andhra Pradesh. Il est à 376 km de Bangalore, 385 km de Hyderabad et 266 km de Belgaum. La gare la plus proche se trouve à Hospet, à 13 km. En hiver, des bus et des trains de nuit relient Hampi à Goa, Secunderabad et Bangalore. C’est 140 km au sud-est des sites archéologiques de Badami et d'Aihole ,.

## Histoire

### Récits mythologiques
Le toponyme Hampi — traditionnellement connu sous le nom de Pampa-kshetra, Kishkindha-kshetra ou Bhaskara-kshetra — est dérivé de Pampa, un autre nom de la déesse Parvati dans la théologie hindoue. Selon la mythologie, la jeune fille Parvati décide d'épouser l'ascète solitaire Shiva,. Ses parents apprennent son désir et la découragent, mais elle poursuit son désir. Shiva est perdu dans la méditation yogique, inconscient du monde ; Parvati fait appel aux dieux pour l’aider à le réveiller et à attirer son attention. Indra envoie le dieu Kama — le dieu hindou du désir, de l'amour érotique, de l'attraction et de l'affection — éveiller Shiva de la méditation. Kama atteint Shiva et tire une flèche de désir,. Shiva ouvre son troisième œil dans son front et brûle Kama en cendre. Parvati ne perd pas son espoir ni sa détermination à vaincre Shiva ; elle commence à vivre comme lui et se livrer aux mêmes activités (ascétisme, yogi et tapasya) pour l'éveiller et attirer son intérêt. Shiva rencontre Parvati sous une forme déguisée et tente de la décourager en lui racontant les faiblesses et les problèmes de personnalité de Shiva,. Parvati refuse d'écouter et reste résolue. Shiva l'accepte finalement et ils se marient,. Selon le Sthala Purana (chronique de temple) local, Parvati (Pampa) a poursuivi son style de vie ascétique et yogini sur la colline de Hemakuta, qui fait maintenant partie de Hampi, afin de gagner et de ramener Shiva ascétique à une vie familiale. Shiva est aussi appelée Pampapati (littéralement "mari de Pampa"). La rivière près de la colline de Hemakuta est appelée Pampa. Le mot sanscrit Pampa est devenu le mot kannada Hampa et l'endroit où Parvati a poursuivi Shiva a été appelé Hampe ou Hampi ,.
Le site a été un lieu de pèlerinage du début de l'ère médiévale appelé Pampakshetra. Sa renommée vient des chapitres Kishkindha de l'épopée hindoue Ramayana, où Rama et Lakshmana rencontrent Hanumān, Sugriva et l'armée des singes dans leur recherche de Sītā kidnappée. La région de Hampi ressemble beaucoup à l’endroit décrit dans l’épopée. La tradition régionale croit que c’est cet endroit mentionné dans le Ramayana, qui attire les pèlerins.

### De l'Antiquité au quatorzième siècle
Les édits de l'empereur Ashoka à Nittur et à Udegolan, tous deux dans le district de Bellary (269-232 avant J.-C.), suggèrent que cette région faisait partie de l'empire maurya au IIIe siècle avant notre ère. Une inscription Brahmi et un sceau en terre cuite datant du IIe siècle environ ont été découverts lors de fouilles sur le site,. La ville est mentionnée dans les inscriptions des Badami Chalukyas sous le nom de Pampapura; datant du VIe siècle au VIIIe siècle.
Au Xe siècle, elle était devenue un centre d'activités religieuses et éducatives pendant le règne des rois hindous Kalyana Chalukyas, dont les inscriptions indiquent que les rois ont octroyé des concessions de terres au temple de Virupaksha. Plusieurs inscriptions du XIe siècle au XIIIe siècle concernent le site de Hampi, avec une mention de cadeaux à la déesse Hampa-devi. Entre les XIIe et XIVe siècles, les rois hindous de l'empire Hoysala de l'Inde du Sud construisirent des temples à Dourga, Hampadevi et Shiva, selon une inscription datée aux alentours de 1199. Hampi devint la deuxième résidence royale ; l'un des rois de Hoysala est connu sous le nom de Hampeya-Odeya ou « seigneur de Hampi ». Selon Burton Stein, les inscriptions de la période Hoysala appellent Hampi par d'autres noms, tels que Virupakshapattana, Vijaya Virupakshapura, en l'honneur du vieux temple Virupaksha (Shiva).

### Du quatorzième siècle jusqu'à la chute
Les armées du sultanat de Delhi, notamment celles d'Alauddin Khalji et de Muhammad bin Tughlaq, envahissent et pillent le sud de l'Inde. L'empire de Hoysala et sa capitale, Dvarasamudra, dans le sud du Karnataka, sont pillés et détruits au début du XIVe siècle par les armées d'Alâ ud-Dîn Khaljî, puis à nouveau en 1326 par l'armée de Mouhammed ibn Tughlûq,,.
Le royaume de Kampili, dans le centre-nord du Karnataka, a suivi l'effondrement de l'empire Hoysala. C’est un royaume hindou de courte durée dont la capitale était à environ 33 km de Hampi,. Le royaume de Kampili a pris fin après une invasion des armées musulmanes de Mouhammed ibn Tughlûq. Les femmes hindoues de Kampili se sont livrées au jauhar (suicide de masse) lorsque les soldats de Kampili ont été vaincus par l'armée de Tughlûq,. En 1336, l'empire Vijayanagara est né des cendres du royaume de Kampili. Il devient l'un des empires hindous célèbres de l'Inde du Sud, existant pendant plus de 200 ans,.
L'empire de Vijayanagara a construit sa capitale autour de Hampi, en l'appelant Vijayanagara. Ils développent des infrastructures et bâtissent des temples. Selon Nicholas Gier et d'autres érudits vers 1500 de notre ère, Hampi-Vijayanagara était la deuxième plus grande ville du Moyen Âge après Beijing, et probablement la plus riche d'Inde. Sa richesse attirait des commerçants du XVIe siècle venus de la région du Deccan, de la Perse et de la colonie portugaise de Goa,. Les dirigeants de Vijayanagara ont favorisé le développement d'activités intellectuelles et artistiques, entretenant une armée solide et mené de nombreuses guerres avec des sultanats au nord et à l'est. Ils investissent dans les routes, les installations hydrauliques, l'agriculture, les bâtiments religieux et les infrastructures publiques. Cela comprend, déclare l’UNESCO, « des forts, des éléments riverains, des ensembles royaux et sacrés, des temples, des sanctuaires, des halls à piliers, des mandapas (halls pour les personnes assises), des monuments commémoratifs, des passerelles, des postes de contrôle, des écuries, des ouvrages hydrauliques, etc. ». Le site est multi-religieux et multi-ethnique; les monuments hindous et jaïns se trouvent côte à côte. Les bâtiments suivent principalement les arts et l’architecture hindoues du sud de l’Inde du style Aihole-Pattadakal, mais les bâtisseurs de Hampi ont également utilisé des éléments d’architecture indo-islamique visibles dans le Lotus Mahal, les bains publics et les écuries pour éléphants.
Selon des mémoires historiques laissés par des commerçants portugais et persans à propos de Hampi, la ville aurait des proportions métropolitaines ; ils la qualifient de "l'une des plus belles villes". Bien que prospères et dotés d’infrastructures, les guerres entre hindous et musulmans et les sultanats musulmans se poursuivent. En 1565, lors de la bataille de Talikota, une coalition de sultanats musulmans entrent en guerre avec l'empire Vijayanagara. Ils capturent et décapitent le roi,, suivi d'une destruction massive de l'industrie de Hampi et de la métropole de Vijayanagara. La ville est ravagée, pillée et incendiée pendant six mois après la guerre, puis abandonnée en tant que ruine. Elle porte désormais le nom d’Ensemble monumental de Hampi .

### Site archéologique

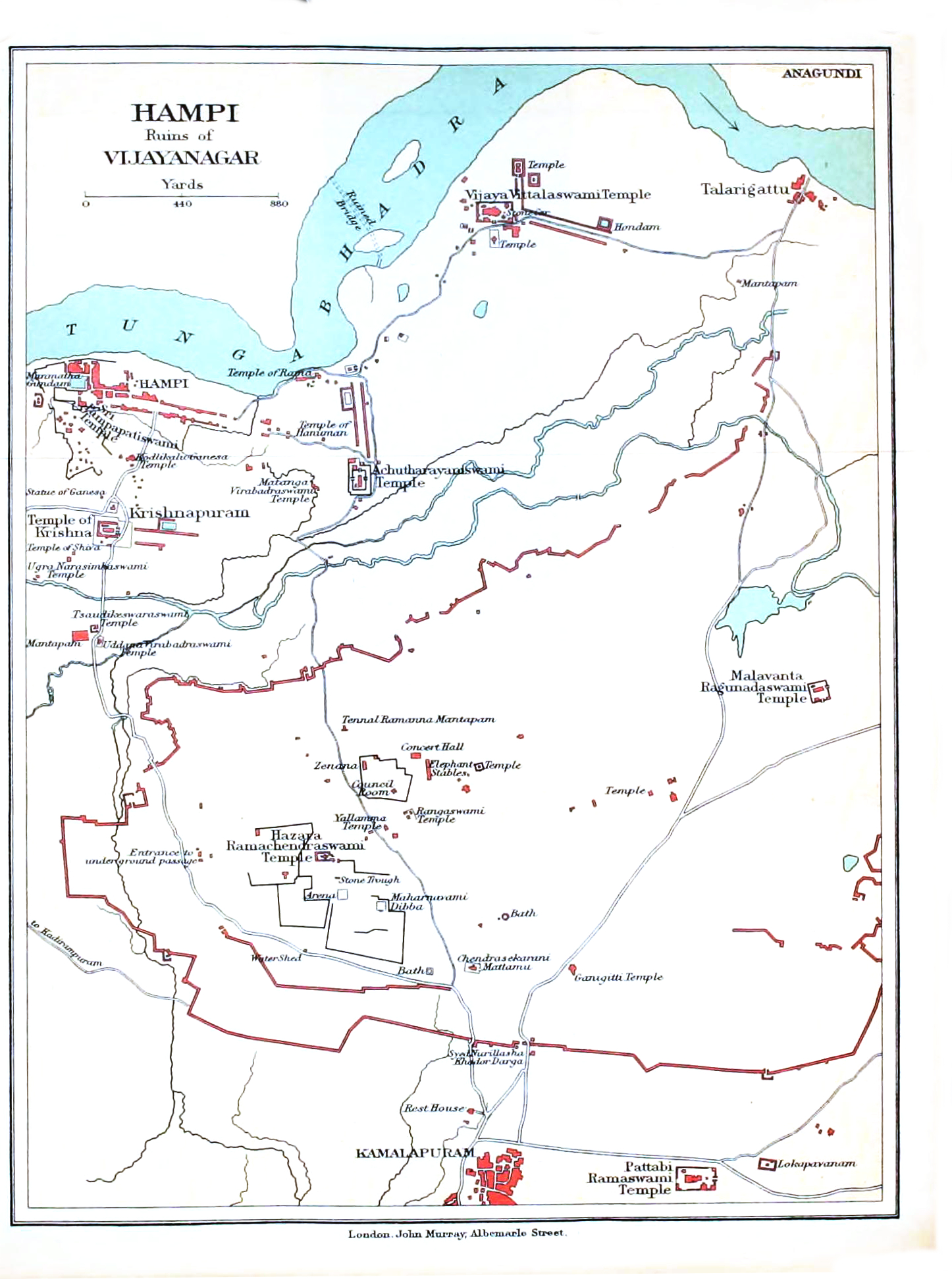
Carte de Hampi, enquête de 1911.

Hampi et sa région voisine sont restés une région contestée et revendiquée par les chefs locaux, les nizams de Hyderabad, les rois marathes hindous, et par Hyder Ali et son fils Tipu Sultan de Mysore jusqu'au XVIIIe siècle. En 1799, Tipu Sultan est défait et tué lorsque les forces britanniques et la dynastie Wodeyar s'allient. La région subit ensuite l'influence britannique. Les ruines de Hampi ont été examinées en 1800 par le colonel écossais Colin Mackenzie, premier cartographe général de l'Inde. Mackenzie écrit que le site de Hampi a été abandonné et que seule la faune y réside. Les articles spéculatifs du XIXe siècle des historiens qui suivirent Mackenzie accusent les armées de Haidar Ali et des Marathes du XVIIIe siècle des dommages causés aux monuments de Hampi.
Le site de Hampi est resté largement ignoré jusqu'au milieu du XIXe siècle, lorsque Alexander Greenlaw le visite et le photographie en 1856. Il crée une archive de 60 photographies au calotype de temples et de structures royales debout en 1856. Ces photographies ont été conservées dans une collection privée au Royaume-Uni et n’ont été publiées qu’en 1980 . Elles constituent la source la plus précieuse pour les érudits de l’état des monuments de Hampi au milieu du XIXe siècle.
Une traduction des mémoires d'Abdul Razzaq, émissaire persan à la cour de Devaraya II (1424-1446), publiée au début des années 1880, décrit certains monuments du site abandonné. Pour la première fois, cette traduction utilise des termes arabes tels que "zenana" pour décrire certains monuments de Hampi. Certains de ces termes sont devenus les noms par la suite. Alexander Rea, officier du département des enquêtes archéologiques de la présidence de Madras au sein de l'Inde britannique, publia son étude du site en 1885. Robert Sewell publié son traité scientifique Un empire oublié  en 1900, amenant Hampi à l'attention générale des érudits. Cet intérêt croissant a amené Rea et son successeur Longhurst à nettoyer et à réparer l'ensemble monumental de Hampi.
Le site revêt une importance historique et archéologique, pour la période Vijayanagara et antérieure. L'Archaeological Survey of India poursuit ses fouilles dans la région.

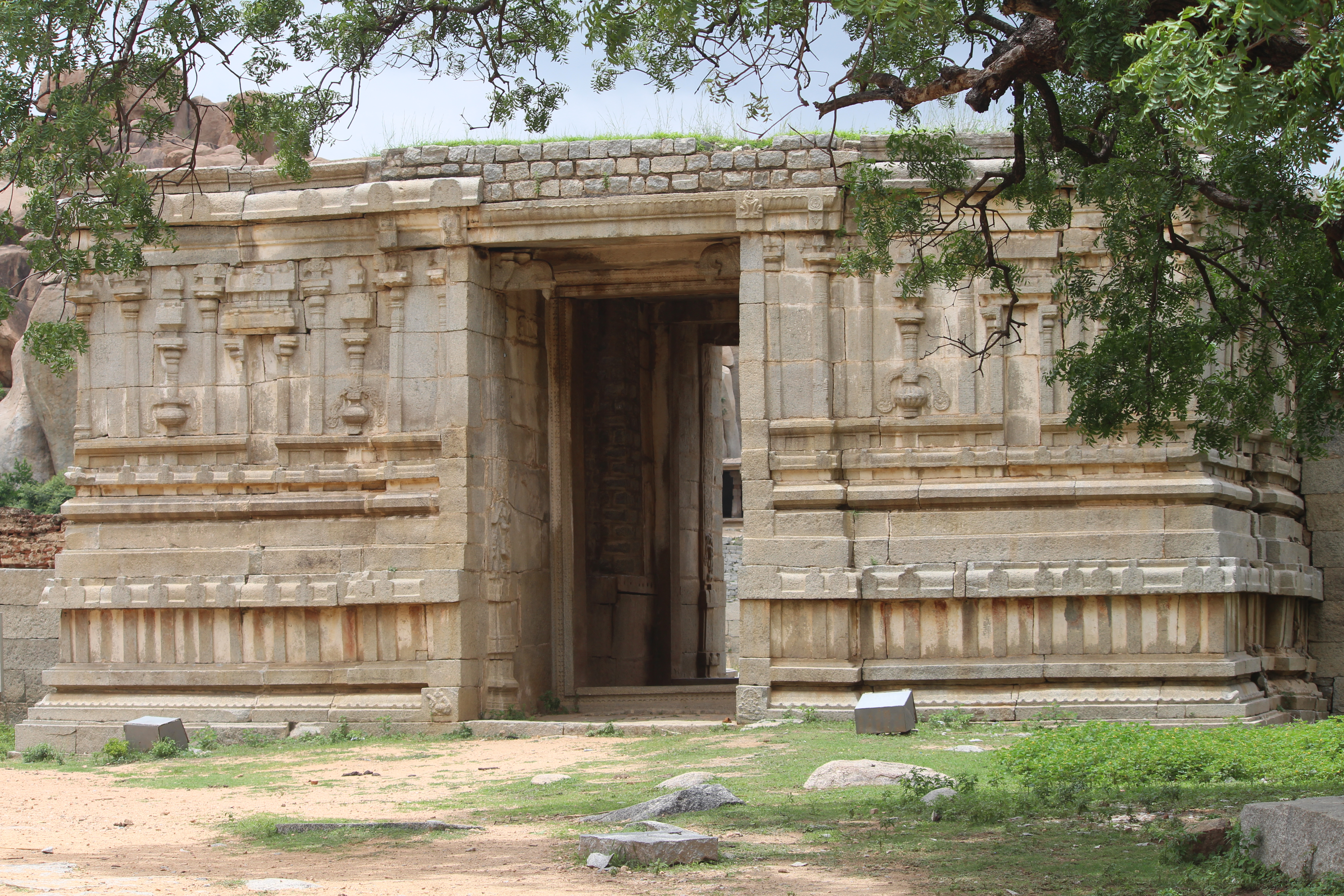
Entrée d'un temple à Hampi
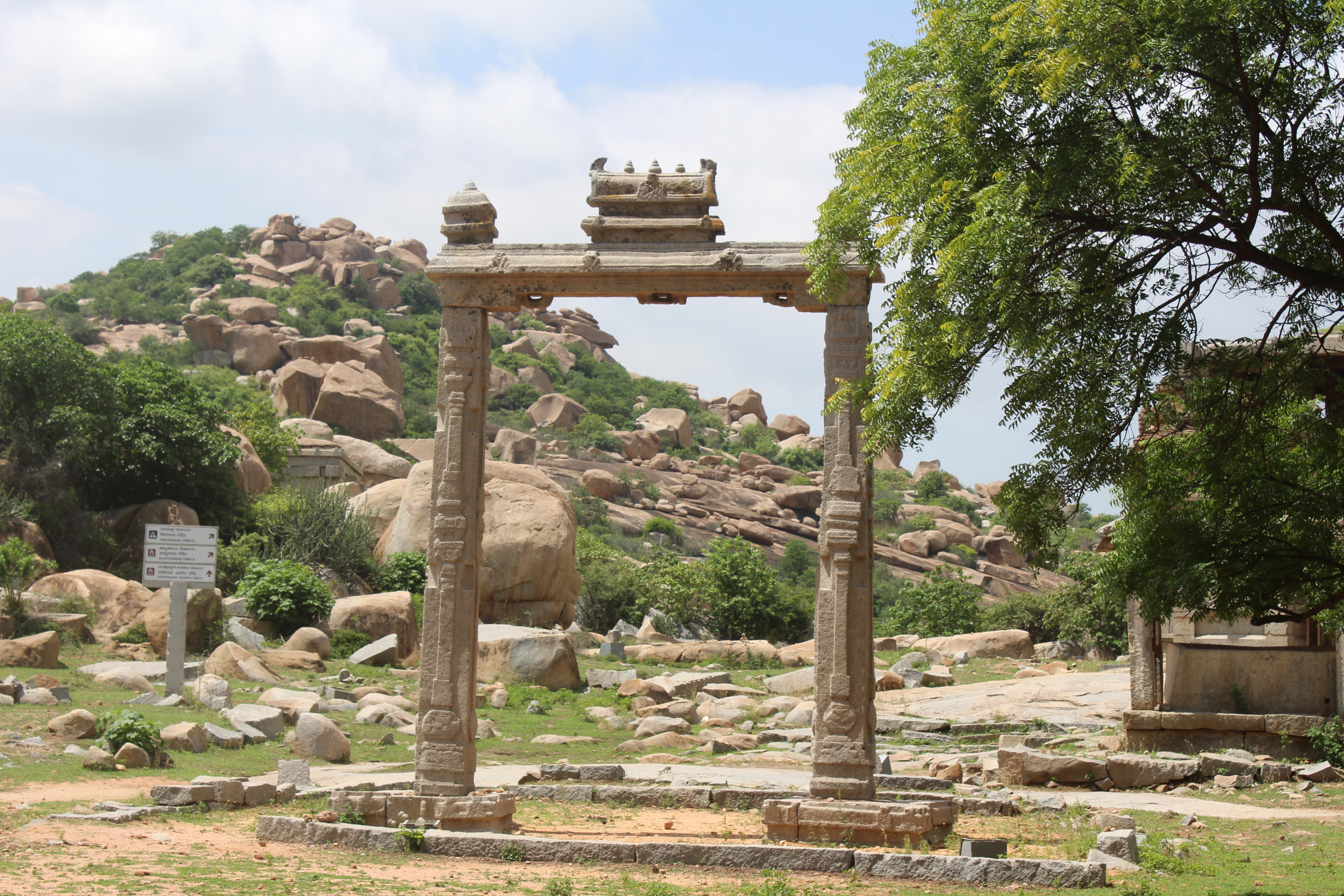
Portail à Hampi
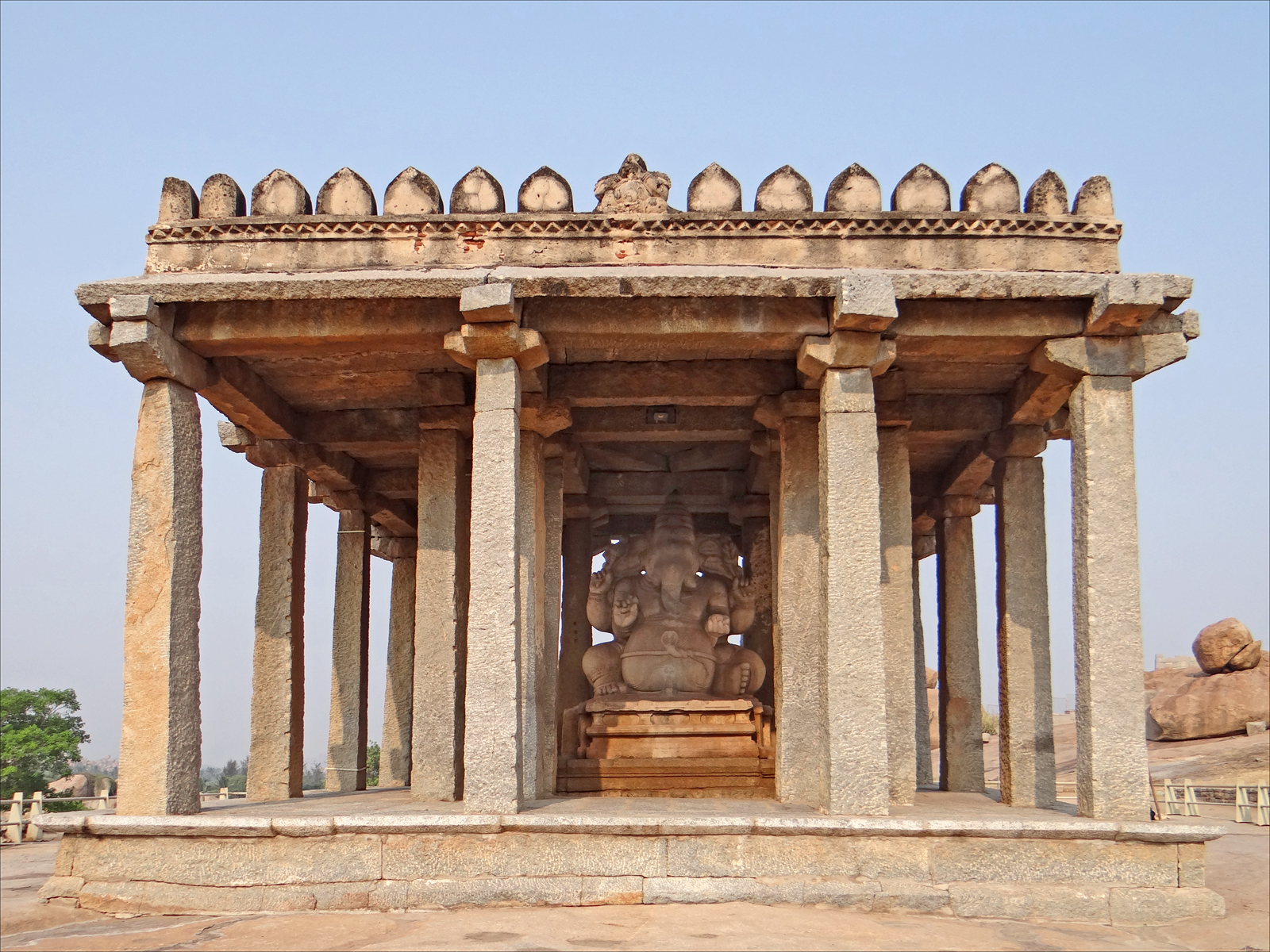
Monument de Sasivekalu Ganesha
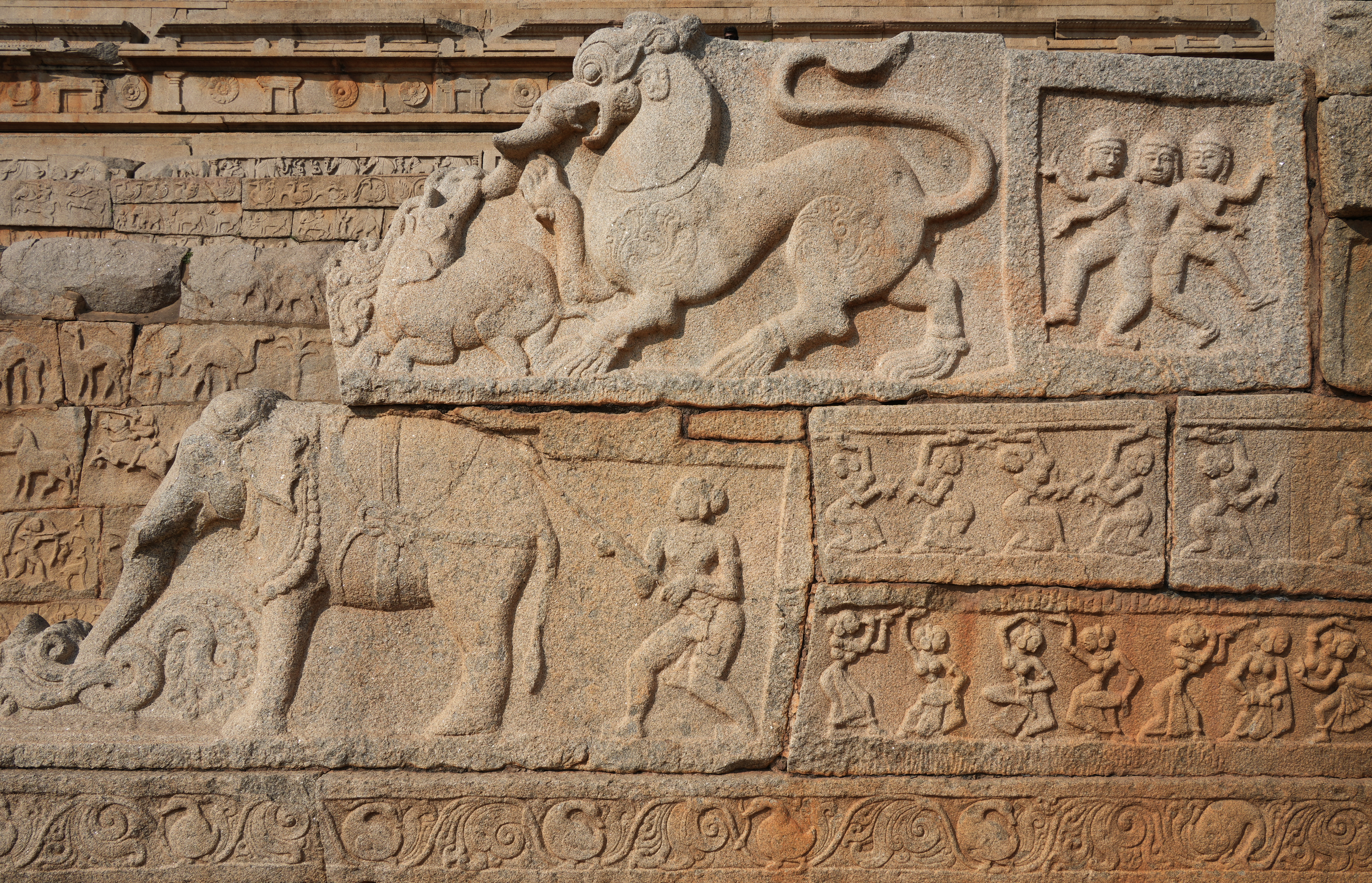
Reliefs avec éléphants sur la plate-forme Throne à Hampi.

Hampi est situé sur un terrain accidenté formé de rochers de granit . L'ensemble monumental de Hampi, qui font partie du site du patrimoine mondial de l’UNESCO, sont un sous-ensemble des ruines plus vastes de Vijayanagara. Presque tous les monuments ont été construits entre 1336 et 1570 de notre ère sous le règne de Vijayanagara. Le site compte environ 1600 monuments et couvre une superficie de 41,5 km2.
Le site de Hampi a été étudié dans trois grandes zones ; le premier a été nommé "centre sacré" par des savants tels que Burton Stein et autres ; le second est appelé "noyau urbain" ou "centre royal" ; et la troisième constitue le reste de la métropole de Vijayanagara. Le centre sacré, le long de la rivière, abrite les plus anciens temples avec une histoire de pèlerinage et des monuments antérieurs à l'empire de Vijayanagara. Le noyau urbain et le centre royal comptent plus de soixante temples en ruines, à part ceux du centre sacré, mais les temples du noyau urbain sont tous datés de l'empire Vijayanagara. Le noyau urbain comprend également des infrastructures de service public telles que des routes, un aqueduc, des réservoirs d'eau, des mandapa, des passerelles et des marchés, des monastères. Cette distinction a été facilitée par quelque soixante-dix-sept inscriptions en pierre,,.
La plupart des monuments sont hindous ; les temples et les infrastructures publiques telles que les réservoirs et les marchés comprennent des reliefs et des œuvres d'art représentant des divinités hindoues et des thèmes de textes hindous. Il existe également six temples et monuments jaïns, ainsi qu'une mosquée et une tombe musulmanes. L'architecture est construite à partir de la pierre abondante locale ; le style dominant est dravidien, avec des racines dans les développements des arts et de l'architecture hindous de la seconde moitié du 1er millénaire dans la région du Deccan. Il comprenait également des éléments des arts développés pendant le règne de l'empire Hoysala dans le sud entre le XIe siècle et le XIVe siècle, tels que les piliers du temple Ramachandra et les plafonds de certains complexes du temple de Virupaksha,. Les architectes ont également adopté un style indo-islamique dans quelques monuments, tels que le bain de la reine et les écuries des éléphants, qui selon l'UNESCO reflètent une "société multi-religieuse et multi-ethnique hautement évoluée",.

### Monuments hindous

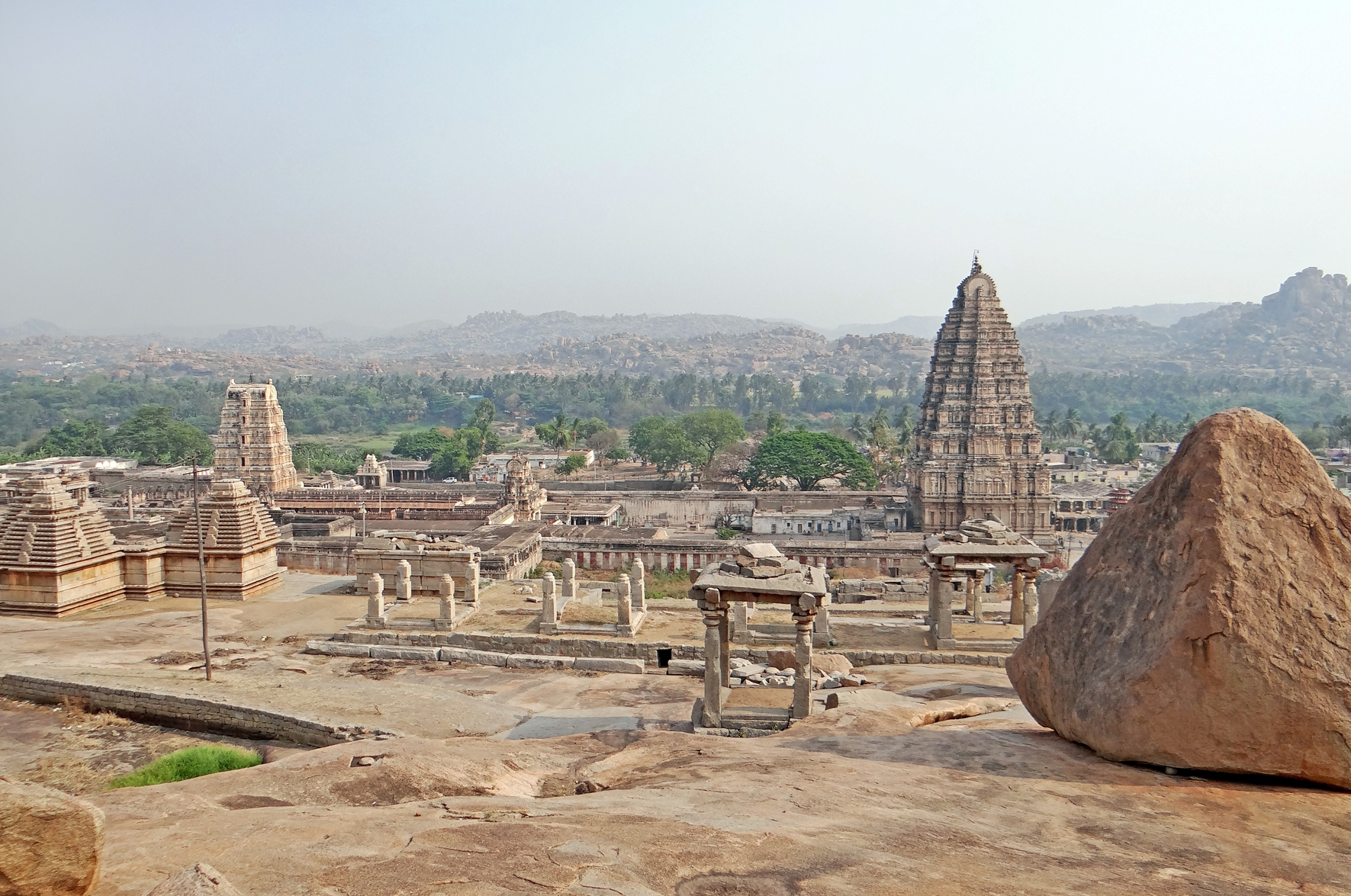
Temple de Virupaksha à Hampi
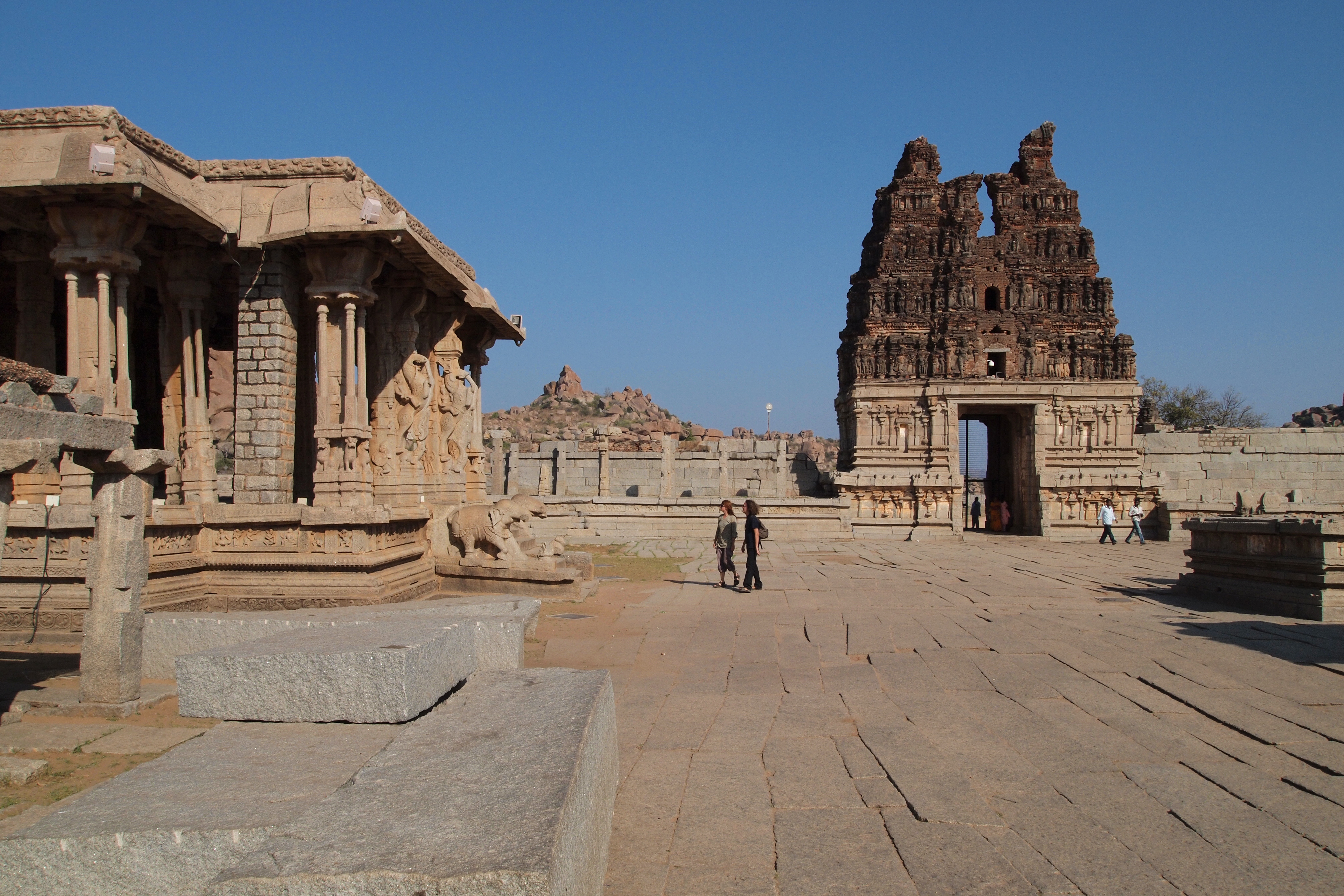
Ruines du temple de Vijaya Vithala
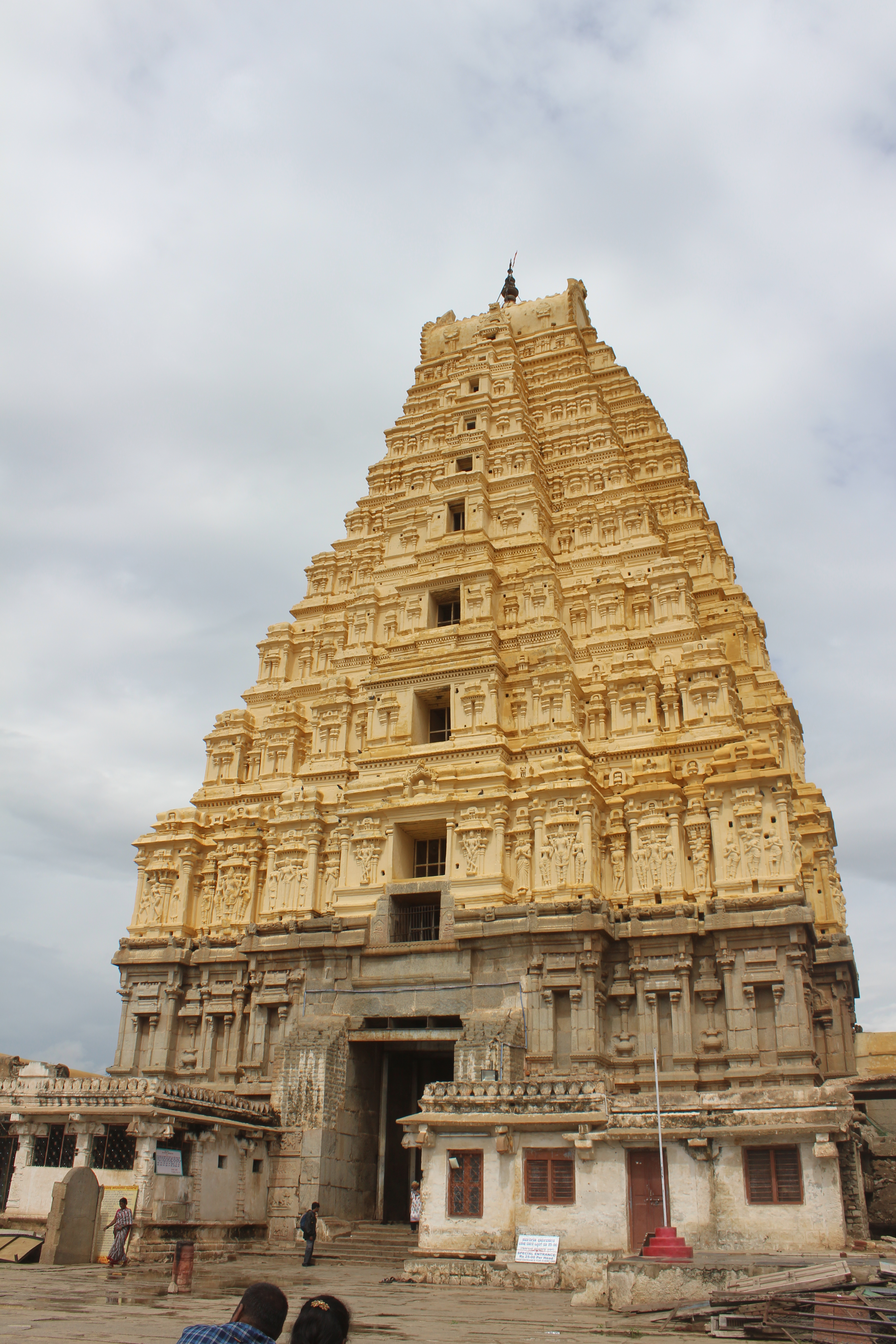
Temple de Virupakshya

#### Le temple de Virupaksha et son marché
Le temple Virupaksha est le sanctuaire le plus ancien, la principale destination des pèlerins et des touristes, et reste un site de culte actif pour les hindous. Des parties des temples de Shiva, Pampa et Durga existent au XIe siècle ; il a été prolongé pendant l'ère Vijayanagara. Le temple est une collection de temples plus petits, avec un gopura, régulièrement repeints, de 50 m, un monastère hindou dédié à Vidyaranya de tradition Advaïta védanta, un réservoir d'eau (Manmatha), une cuisine communautaire, d'autres monuments et un marché en pierre de 750 m de long en ruine avec un sanctuaire monolithique de Nandi à l’est,,.
Le temple fait face à l'est, alignant les sanctuaires des temples de Shiva et de Pampa Devi au lever du soleil ; un grand gopuram marque son entrée. La superstructure est une tour pyramidale avec des étages à pilastres sur chacun desquels on trouve des œuvres d'art comprenant des sculptures érotiques. Le gopuram mène à une cour rectangulaire qui se termine par un autre gopuram plus petit, daté de 1510 de notre ère. Du côté sud se trouve une salle de 100 colonnes avec des reliefs liés à l'hindou sur les quatre côtés de chaque pilier. Une cuisine communautaire est connectée à cette salle publique, caractéristique des autres temples majeurs de Hampi. Un canal est creusé dans la roche pour alimenter la cuisine et le hall d’alimentation en eau. La cour après le petit gopuram a dipa-stambha (pilier de la lampe) et Nandi,,.
La cour après le petit gopuram mène au mandapa principal du temple de Shiva, qui comprend le mandapa carré d'origine et une extension rectangulaire composée de deux carrés fusionnés et de seize piliers construits par Krishnadevaraya. Le plafond de la salle ouverte au-dessus du mandapa est peint, montrant la légende du shaivisme relative au mariage entre Shiva et Parvati ; une autre section montre la légende de Rama-Sita de la tradition Vaishnavisme. Une troisième section décrit la légende du dieu de l’amour Kama tirant une flèche sur Shiva pour l’intéresser à Parvati, et la quatrième section montre l’érudit Vidaaranya Advaita hindou transporté dans une procession. Selon George Michell et d'autres spécialistes, les détails et les nuances de couleur suggèrent que toutes les peintures au plafond datent d'une rénovation du XIXe siècle et que les thèmes des peintures originales sont inconnus,,. Les piliers de mandapa ont un yalis surdimensionné, un animal mythique fusionnant les traits d'un cheval, d'un lion et d'autres animaux avec un guerrier armé le chevauchant — caractéristique de Vijayanagara.
Le sanctuaire du temple a un mukha-linga ; un lingam de Shiva avec un visage embossé de laiton. Le temple de Virupaksha possède également des sanctuaires plus petits pour deux aspects de Parvati-Pampa et Bhuvaneshwari au nord du sanctuaire principal. Le complexe comprend un gopura nord, plus petit que le gopura oriental, qui s'ouvre sur le réservoir de Manmatha et sur une voie menant à la rivière avec des reliefs en pierre liés au Ramayana . À l'ouest de ce réservoir se trouvent des sanctuaires de traditions de shaktisme et de vaishnavisme, tels que ceux de Durga et de Vishnu, respectivement,. Certains des sanctuaires sur le chemin de ce pèlerin ont été blanchis à la chaux au XIXe siècle sous les ordres de l'officier britannique F.W. Robinson, qui cherchait à restaurer le complexe du temple de Virupaksha; le blanchiment de cet ensemble de monuments historiques est une tradition.
Selon la tradition locale, le Virupaksha est le seul temple qui a continué d'être un lieu de rassemblement pour les hindous et fréquenté par les pèlerins après la destruction de Hampi en 1565. Le temple attire de grandes foules ; une fête annuelle avec une procession de chars pour marquer le mariage de Virupaksha et de Pampa a lieu au printemps, de même que la fête solennelle de Maha Shivaratri.

#### Le temple de Krishna, marché, Narasimha et linga

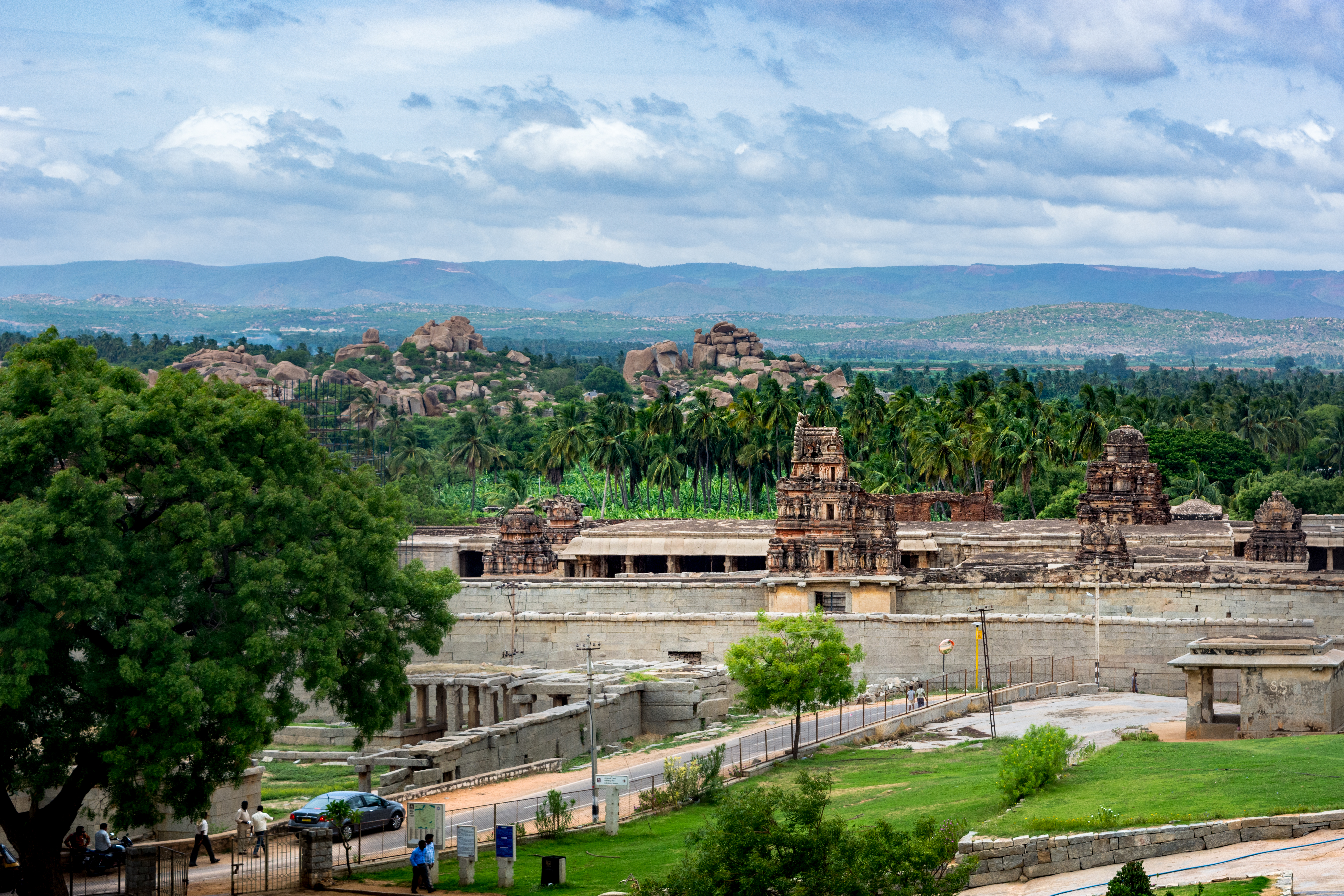
Les ruines du temple de Krishna

Le temple de Krishna, également appelé temple de Balakrishna, situé de l’autre côté de la colline de Hemakuta, mesure environ 1 km au sud du temple de Virupaksha. Il est daté de 1515 ; cette partie du complexe Hampi s'appelle Krishnapura dans les inscriptions. Devant le temple en ruine se trouve une longue rue de marché, également appelée localement le bazar. Entre les ruines de l'atelier de pierre à colonnades, il y a une large route qui permettait aux chariots de transporter des marchandises à destination et en provenance du marché, et qui organisait des cérémonies et des célébrations festives. Au nord de cette route et au milieu du marché, se trouve un grand Pushkarani, une citerne à eau à étages pour services publics, avec un pavillon artistique en son centre. À côté de la citerne se trouve une salle publique (mandapa) où les gens peuvent s'asseoir.
Le temple s'ouvre à l'est ; il comporte une passerelle avec les reliefs des dix avatars de Vishnou, à commencer par Matsya en bas. À l'intérieur se trouvent le temple en ruine de Krishna et de petits sanctuaires en ruines pour les déesses. Le complexe du temple est composé de mandapas, comprenant une enceinte extérieure et une enceinte intérieure. Le composé a deux entrées de gopuram. À l'intérieur, un mandapa ouvert à 25 (5 par 5) baies mène à un mandapa fermé à 9 (3 par 3) baies. L'image originale de Balakrishna (bébé Krishna) dans son sanctuaire se trouve maintenant dans un musée de Chennai. Une route moderne passe devant le gopura oriental, reliant Kamalapuram à Hampi. Le gopuram occidental a des frises de bataille et des soldats.
Au sud de l'extérieur du temple de Krishna se trouvent deux sanctuaires adjacents, l'un contenant le plus grand monolithe, le linga de Shiva, et l'autre, le plus grand monolithe avatar Yoga-Narasimha de Vishnou à Hampi. Les 3 m du linga de Shiva se tient dans l'eau dans une chambre cubique et a trois yeux esquissés sur son sommet. Au sud, c’est le sanctuaire Narasimha - l'avatar homme-lion de Vishnou - assis dans une position de yoga, mesurant 6,7 m de haut. Le monolithe de Narasimha avait à l'origine la déesse Lakshmi avec lui, mais il présentait des signes de dégâts importants et un sol souillé de carbone, preuve de tentatives de destruction du sanctuaire. La statue a été nettoyée et des parties du sanctuaire ont été restaurées.

#### Le temple d'Achyutaraya et son marché
Le temple d'Achyutaraya, également appelé temple de Tiruvengalanatha, est à environ 1 km à l'est du temple de Virupaksha et une partie de son centre sacré est proche de la rivière Tungabhadra. Il est mentionné être en Achyutapura dans les inscriptions et est daté de 1534 de notre ère. C'est l'un des quatre plus grands complexes d'Hampi. Le temple est inhabituel car il fait face au nord. Il est dédié à Vishnou. À l'époque de Vijayanagara, on s'approchait traditionnellement du temple depuis la rivière, d'abord devant un char de cérémonie, puis le long de la rue du marché avec une large route. Le temple avait un gopura extérieur menant dans une cour avec une salle de 100 colonnes et un gopura intérieur menant au temple de Vishnou,. Sur chaque côté de chaque pilier de la salle des 100 colonnes se trouvent des reliefs d'avatars de Vishnou; d'autres divinités telles que Shiva, Surya, Durga; scènes de la vie quotidienne - rishi, couples amoureux, bouffons; des personnes en plein asanas de yoga; des personnes en posture de namasté ; et les emblèmes de Vijayanagara,.

La porte d'entrée du temple montre les emblèmes dynastiques de Vijayanagara; un sanglier de Varâha, une épée, le soleil et la lune. Le temple et la rue du marché sont en ruines, mais leur agencement suggère que c'était un marché important avec des rues aménagées pour le trafic de chars .

Achyutaraya
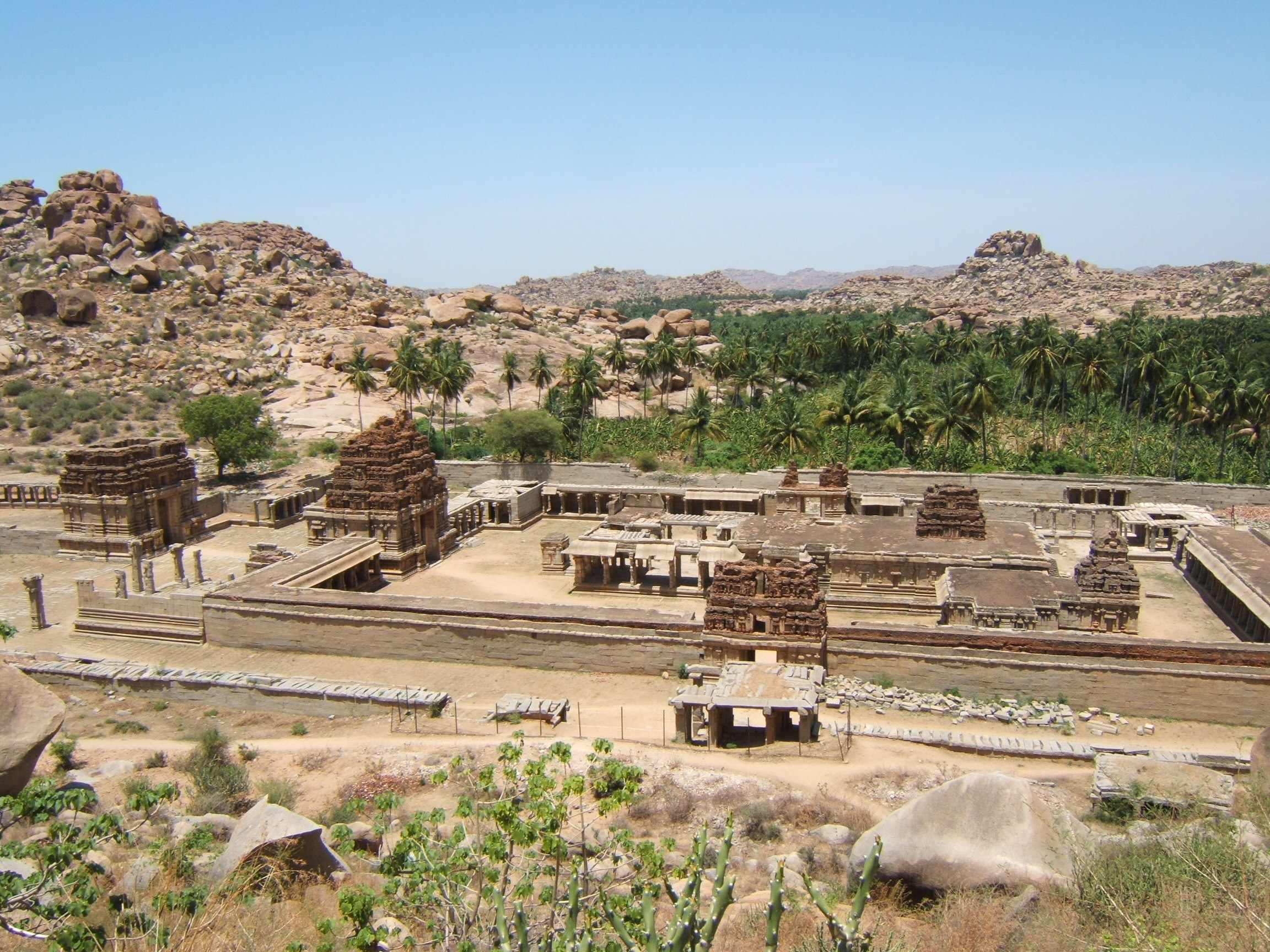
Temple d'Achyutaraya.
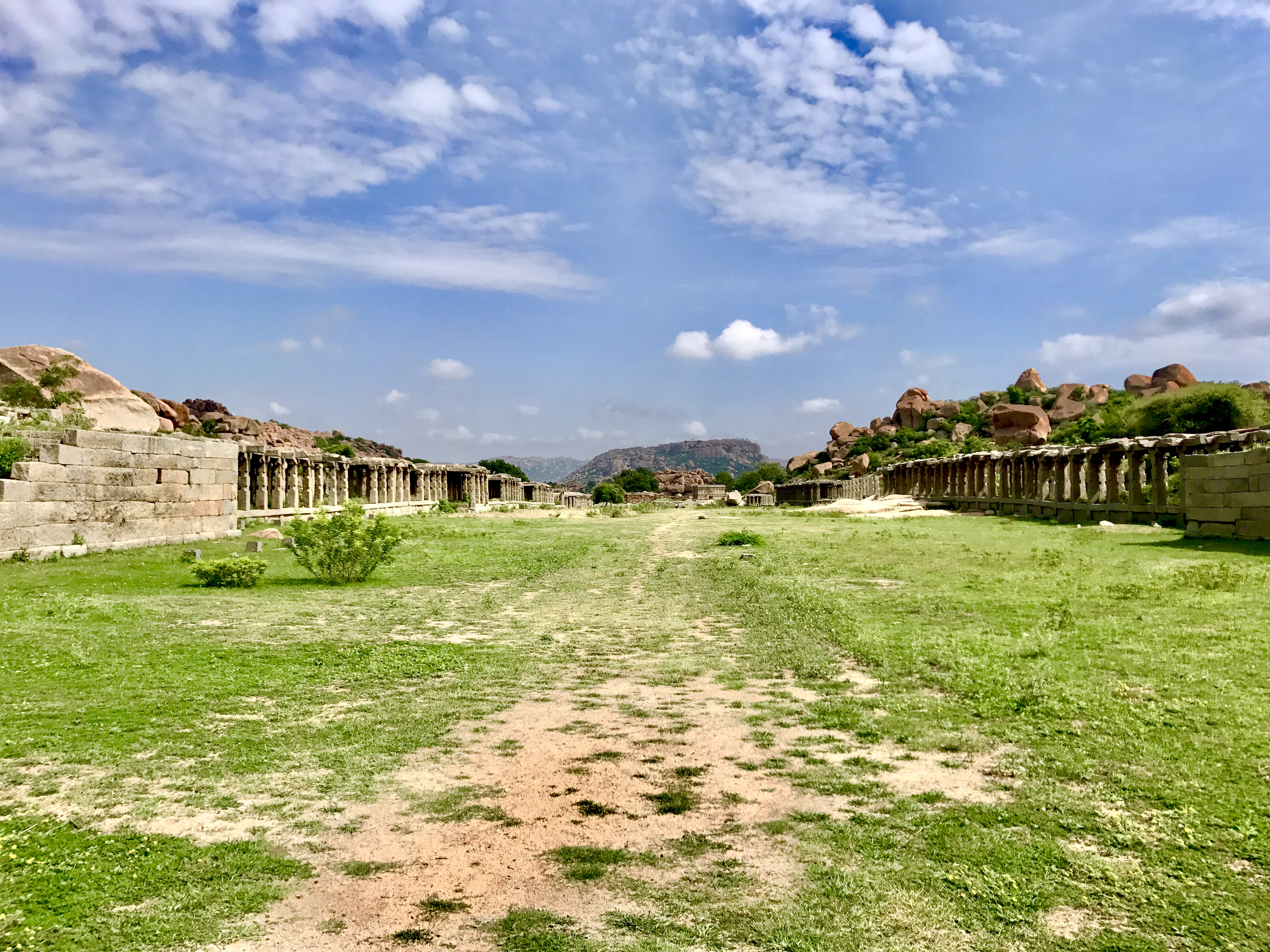
Marché.

#### Le temple de Vitthala et son marché

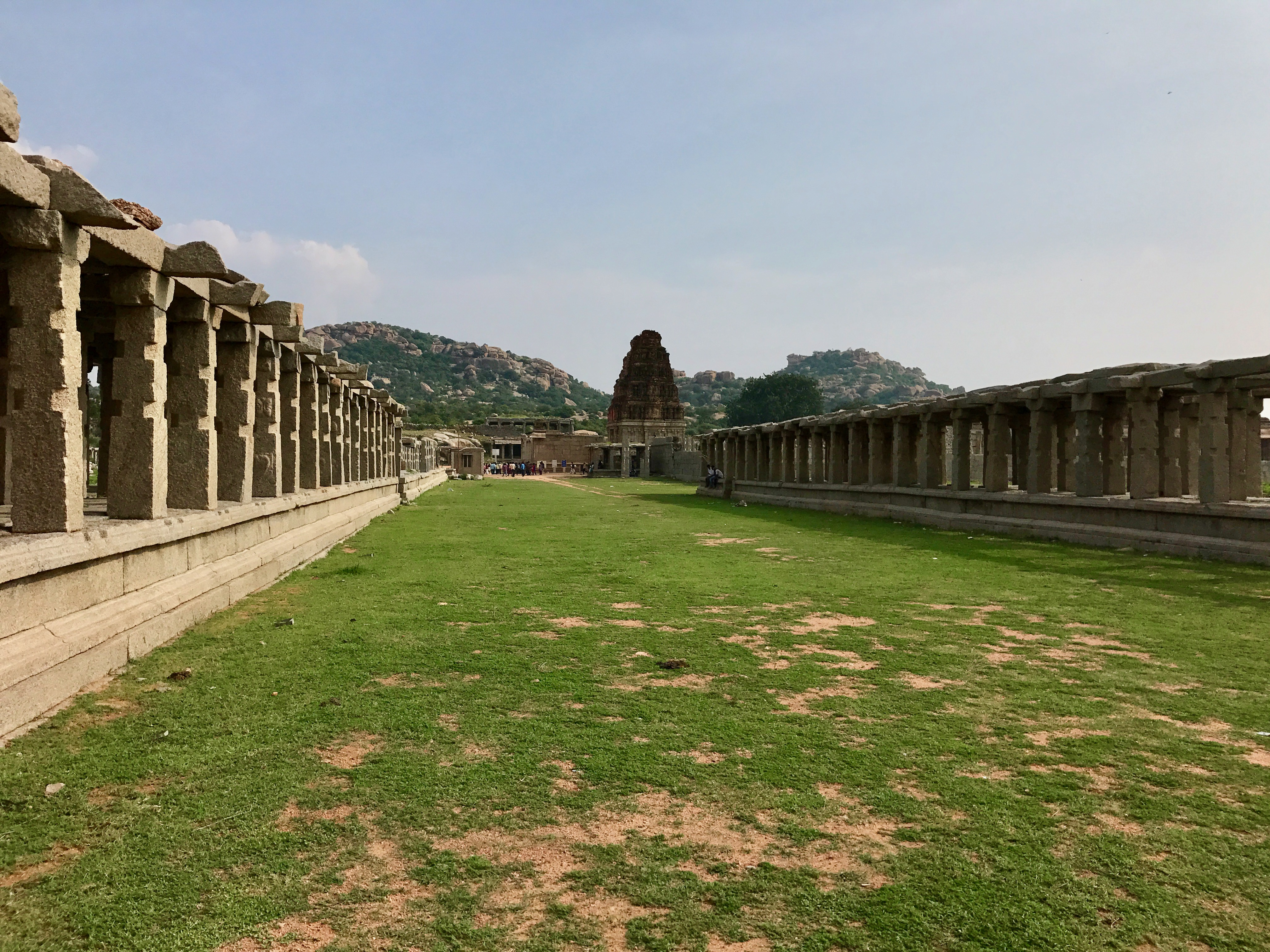
Temple de Vitthala Gopuram et marché.

Le temple et le marché de Vitthala sont à plus de 3 km au nord-est du temple Virupaksha, près des rives de la rivière Tungabhadra. C'est le temple hindou le plus sophistiqué sur le plan artistique à Hampi et fait partie du centre sacré de Vijayanagara. On ignore quand le complexe de temples a été construit et qui l'a construit ; la plupart des érudits la situent dans une période de construction du début au milieu du XVIe siècle. Les inscriptions incluent des noms masculins et féminins, ce qui suggère que le complexe a été construit par plusieurs sponsors. Le temple est dédié à Vitthala, une forme de Krishna également appelée Vithoba. Le temple s'ouvre à l'est, a un plan carré et comporte un gopura d'entrée avec deux gopuras latéraux. Le temple principal se dresse au milieu d'une cour pavée et de plusieurs sanctuaires subsidiaires, tous alignés à l'est.

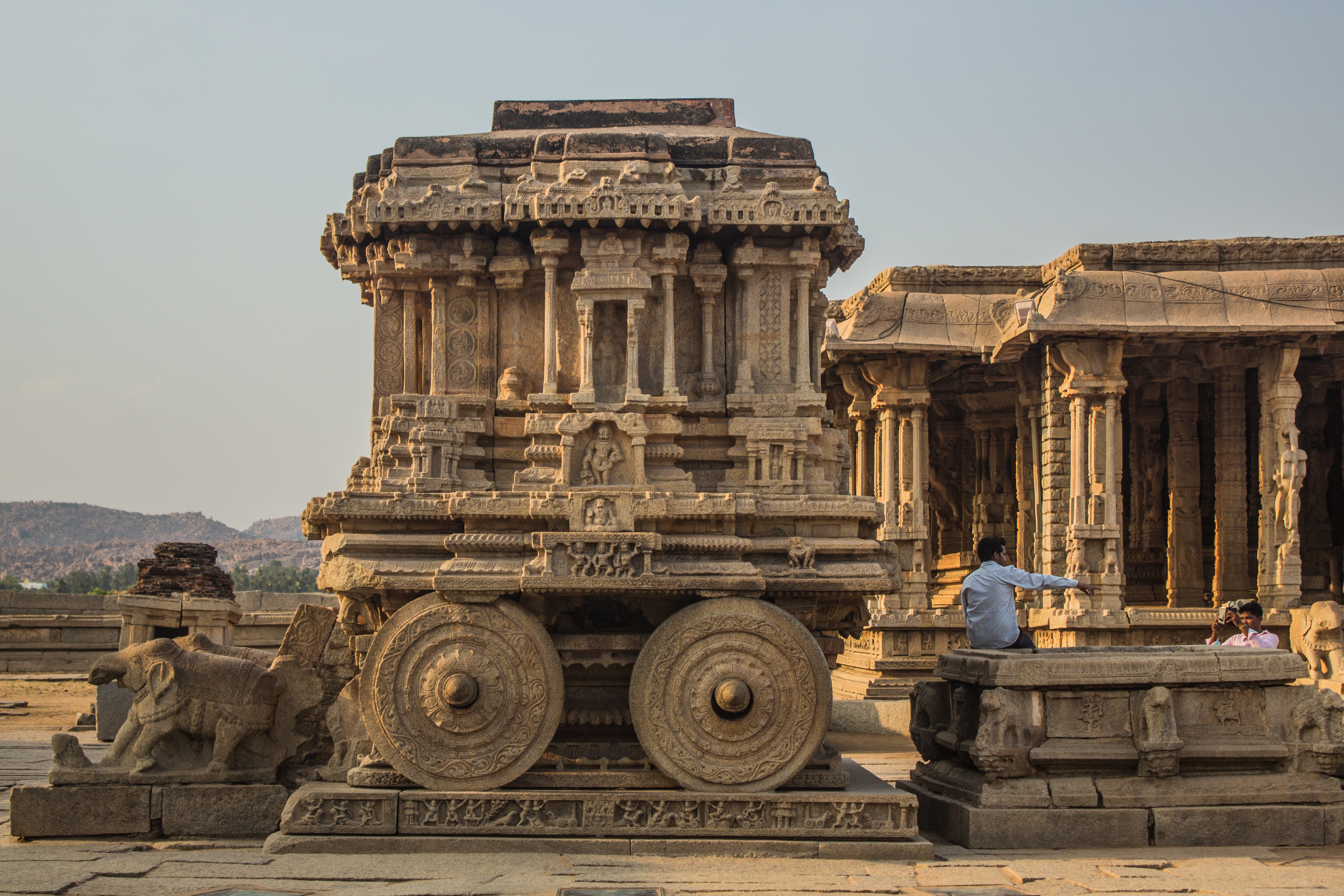
Le sanctuaire Garuda en forme de char en pierre au temple de Vitthala.

Le temple de Vitthala a un sanctuaire Garuda en forme de char en pierre dans la cour ; c'est un symbole souvent illustré de Hampi. Au-dessus du chariot se trouve une tour qui a été enlevée lors des restaurations de la fin du XIXe siècle. Sur le devant du char de pierre se trouve un grand sabha mandapa, ou salle communautaire, à piliers apparents et carrés. Le mandapa a quatre sections, dont deux sont alignées avec le sanctuaire du temple. Le mandapa possède 56 poutres en pierre sculptée de différents diamètres, formes, longueurs et états de surface qui produisent des sons musicaux au moment de la frappe. Selon la croyance traditionnelle locale, cette salle a été utilisée pour des célébrations publiques de musique et de danse,. Il est considéré comme un Karakkoil, un temple façonné d'après les chars de temple qui sont défilés en procession autour du temple pendant les fêtes .
Le mandapa est relié à un pradakshina patha fermé pour se promener dans le sanctuaire. Autour de ce mandapa axial sont (dans le sens des aiguilles d'une montre depuis l'est) ; le sanctuaire Garuda, le Kalyana mandapa (cérémonies de mariage), le mandapa à 100 colonnes, le sanctuaire d'Amman et le mandapa d'Utsav (salle des fêtes). La clôture entourée de murs couvre environ 1,3 ha avec des vérandas à colonnades qui tapissent les murs des bâtiments. Dans le coin sud-est est une cuisine avec une fenêtre de toit (claire-voie),,.
En dehors de l'enceinte du temple, à l'est-sud-est, se trouve une rue de marché à colonnades de près d'1 km de long ; qui est maintenant en ruine. Au nord se trouvent un autre marché et un sanctuaire exposé au sud avec des reliefs de scènes de Ramayana, de scènes de Mahabharata et de saints Vaishnava. La rue nord se terminait par un temple en l'honneur du philosophe hindou Ramanuja ,. La région autour du temple de Vitthala s'appelait Vitthalapura. Il abritait un Vaishnava Matha (monastère), conçu comme un centre de pèlerinage centré sur la tradition de l'Alvar. C'était aussi un centre de production artisanale selon les inscriptions trouvées,.

#### Monuments de la colline de Hemakuta
La colline de Hemakuta se situe entre le complexe de temples de Virupaksha au nord et le temple de Krishna au sud. C'est une collection de monuments de taille modeste qui constituent les exemples les mieux préservés de temples et de constructions construits avant et pendant le début de Vijayanagara. Le site comporte plusieurs inscriptions importantes, est facilement accessible et offre une vue sur certaines parties de Hampi et sur la fertile vallée agricole qui sépare le centre sacré du centre urbain avec son centre royal,.

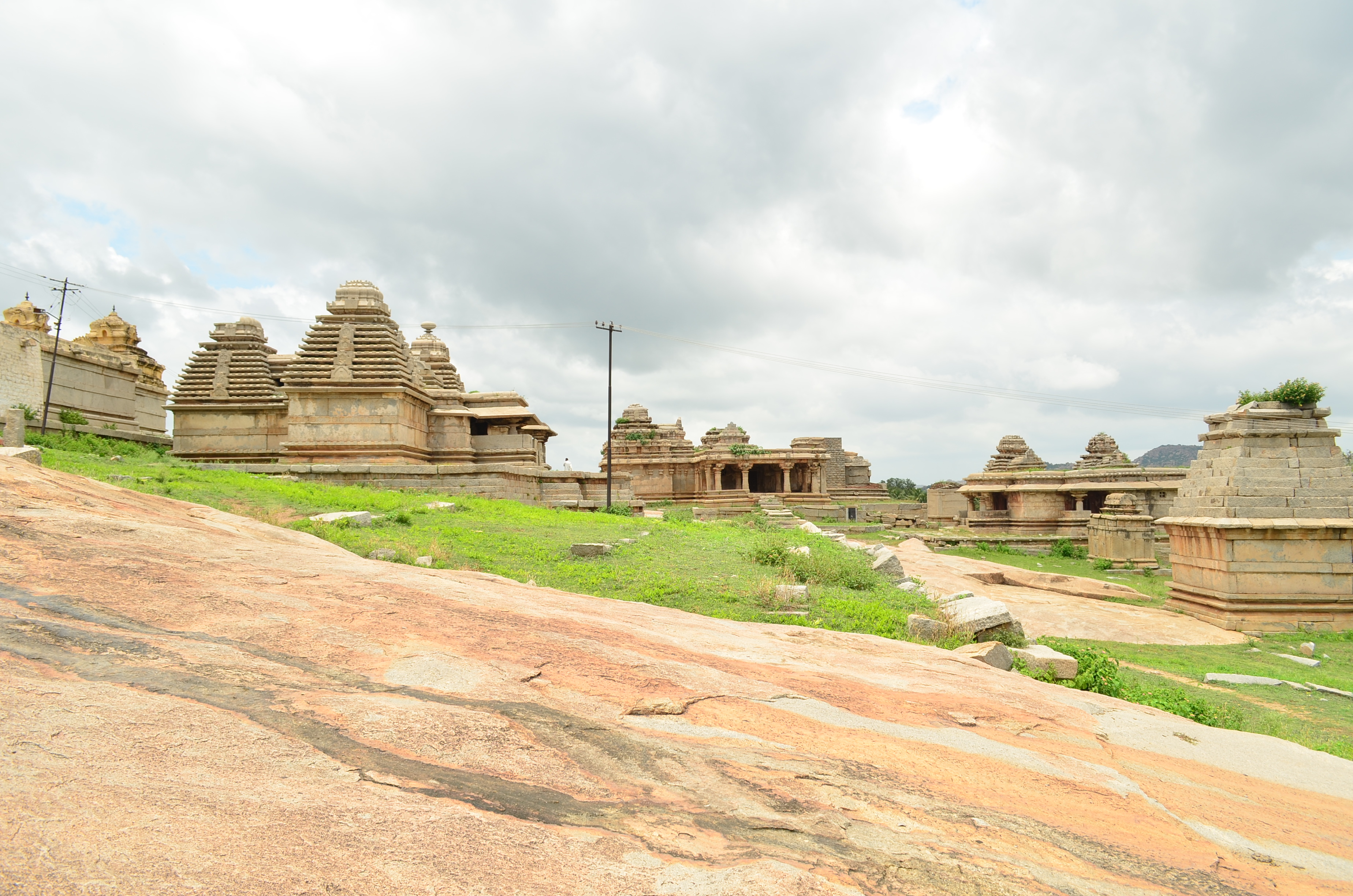
Temples de la colline de Hemakuta

La colline compte plus de trente temples de taille petite à moyenne, ainsi que des citernes d'eau, des passerelles et des pavillons séculaires. Ces derniers exemples datent du début du XIVe siècle,. Certaines structures sont des prototypes de temples ou de mandapas de tailles différentes, assemblés à partir de blocs de pierre. D'autres sont des monuments achevés de différentes conceptions, tels que le style Phamsana . Deux groupes de temples de ce style se ressemblent ; chacun a un triple vimana composé de sanctuaires carrés, chaque ensemble étant connecté à son propre mandapa carré partagé. Les tours (shikaras) sur celles-ci sont des structures pyramidales en granit composées de onze carrés empilés et rétrécissants et d'un sommet dans le faîteau carré kalasha de style Deccan. Les deux ensembles sont des temples de Shiva à triple linga ; les premières sources ont à tort identifié ces temples comme étant des temples jaïns en raison de la simplicité de leurs murs extérieurs et intérieurs. L'un de ces groupes a une inscription historiquement importante qui indique que Kampila a construit le monument au début du XIVe siècle. Cette inscription relie Hampi au royaume de Kampili et suggère une association de l'histoire de Kampili avec celle de l'empire de Vijayanagara qui l'a suivie. Le style des temples sur la colline d'Hemakuta suggère qu'il pourrait s'agir d'un centre d'étude pour expérimenter différents types de temples hindous. Les styles présentés incluent ceux de la période Chalukya, de la période Rashtrakuta et des périodes ultérieures. Cela a peut-être aussi servi de modèle pour le temple original Virupaksha, qui a ensuite été considérablement développé avec du gopuram, du mandala et d’autres ajouts. Un monument similaire dédié à Narasimha, l'avatar homme-lion de Vishnou, est situé à l'est de Hampi ; une inscription près d'elle indique qu'elle était en activité en 1379,.
La colline de Hemakuta a aussi des monuments avec deux Ganesh monolithiques ; le Kadalekalu Ganesha et le Sasivekalu Ganesha. Le Kadalekalu Ganesha, nommé d'après le ventre en forme de gramme de Ganesh, se trouve au centre du centre sacré de Hampi, du côté est de la colline, près de Matanga. Un mandapa en colonnade et ouvert mène au sanctuaire, qui abrite une image monolithique de Ganesh de plus de 4,5 m de haut, qui a été sculpté in situ à partir de roches existantes. La défense de Ganesh et d'autres parties ont été endommagées, mais la main gauche — qui tient une friandise de gâteaux de riz avec le tronc qui tend vers elle — a survécu.
Le Sasivekalu Ganesh, nommé d'après le ventre en forme de graine de moutarde de Ganesh, est situé près du temple de Krishna au sud-ouest du Kadalekalu Ganesha. C'est un monolithe de 2,4 m de haut qui est également sculpté in-situ à partir de roches existantes. Le Sasivekalu Ganesha est sculpté avec sa mère Parvati, sur les genoux de laquelle il est assis. Elle est uniquement visible depuis le dos de la statue. Le monument se trouve dans un mandapa à piliers ouverts; la main gauche et la défense sont endommagés,.

#### Le temple de Hazara Rama

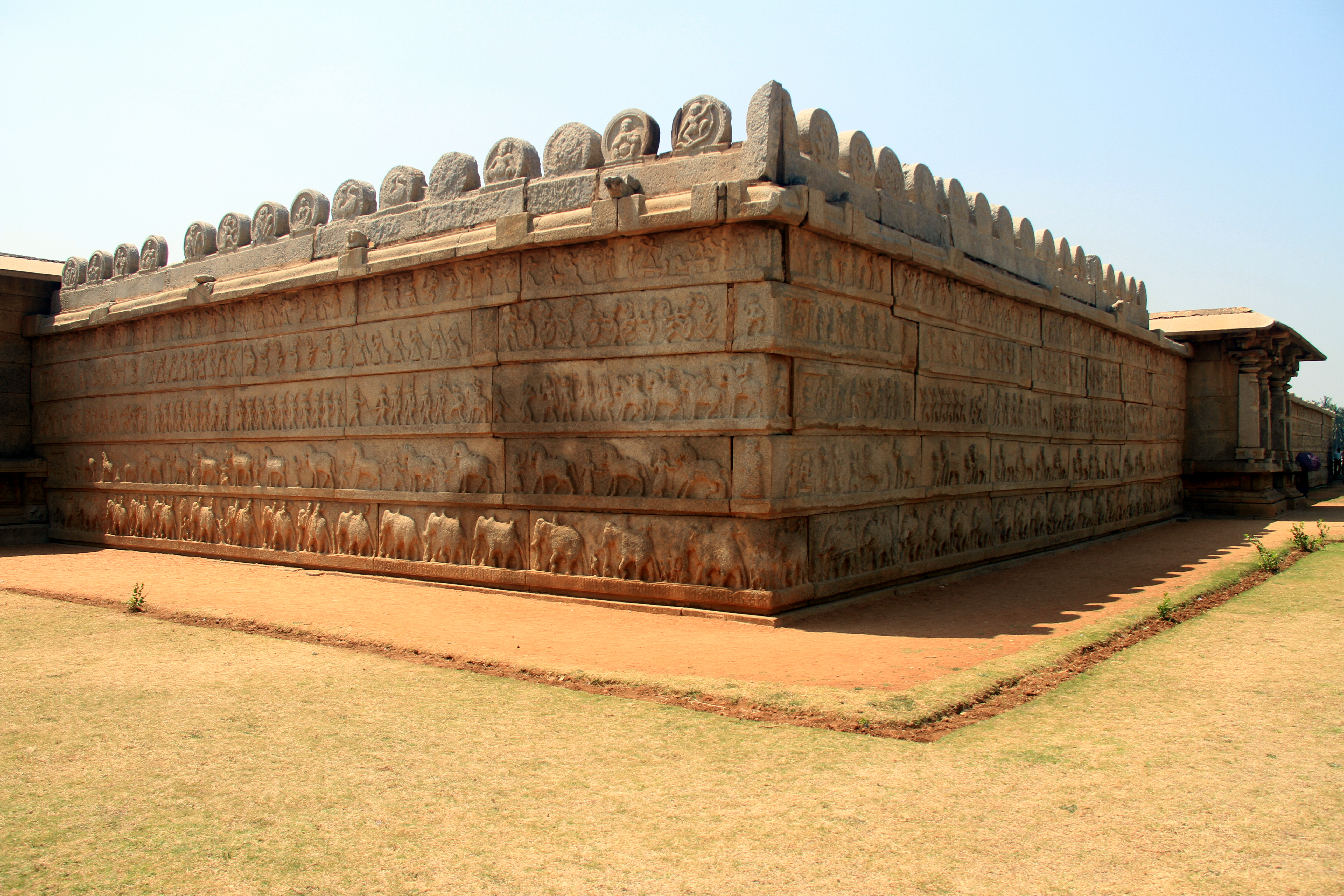
Mur extérieur du temple de Hazara Rama, bas reliefs représentant représentent le Mahanavami hindou (Dussehra) et la procession du festival Holi au printemps.

Le temple de Hazara Rama, appelé le temple de Ramachandra dans les inscriptions, occupait la partie occidentale du noyau urbain dans la partie royale centrale de Hampi. Ce temple était dédié à Rama du fameux Ramayana et à un avatar de Vishnou. C'était le temple cérémonial de la famille royale. Le temple est daté du début du XVe siècle et est attribué à Devaraya I. Les murs extérieurs du temple représentent le Mahanavami hindou (Dussehra) et la procession du festival Holi au printemps et les célébrations dans des œuvres d'art dans les bandes parallèles du mur. La bande la plus basse montre des éléphants qui défilent, au-dessus se trouvent des chevaux conduits par des cavaliers, puis des soldats acclamés par le public, puis des danseurs et des musiciens, avec en haut une couche représentant un cortège tumultueux du grand public. La représentation reflète la description des festivals et des processions dans les mémoires de survivants persans et portugais qui ont visité la capitale Vijayanagara,.

Temple de Hazara Rama
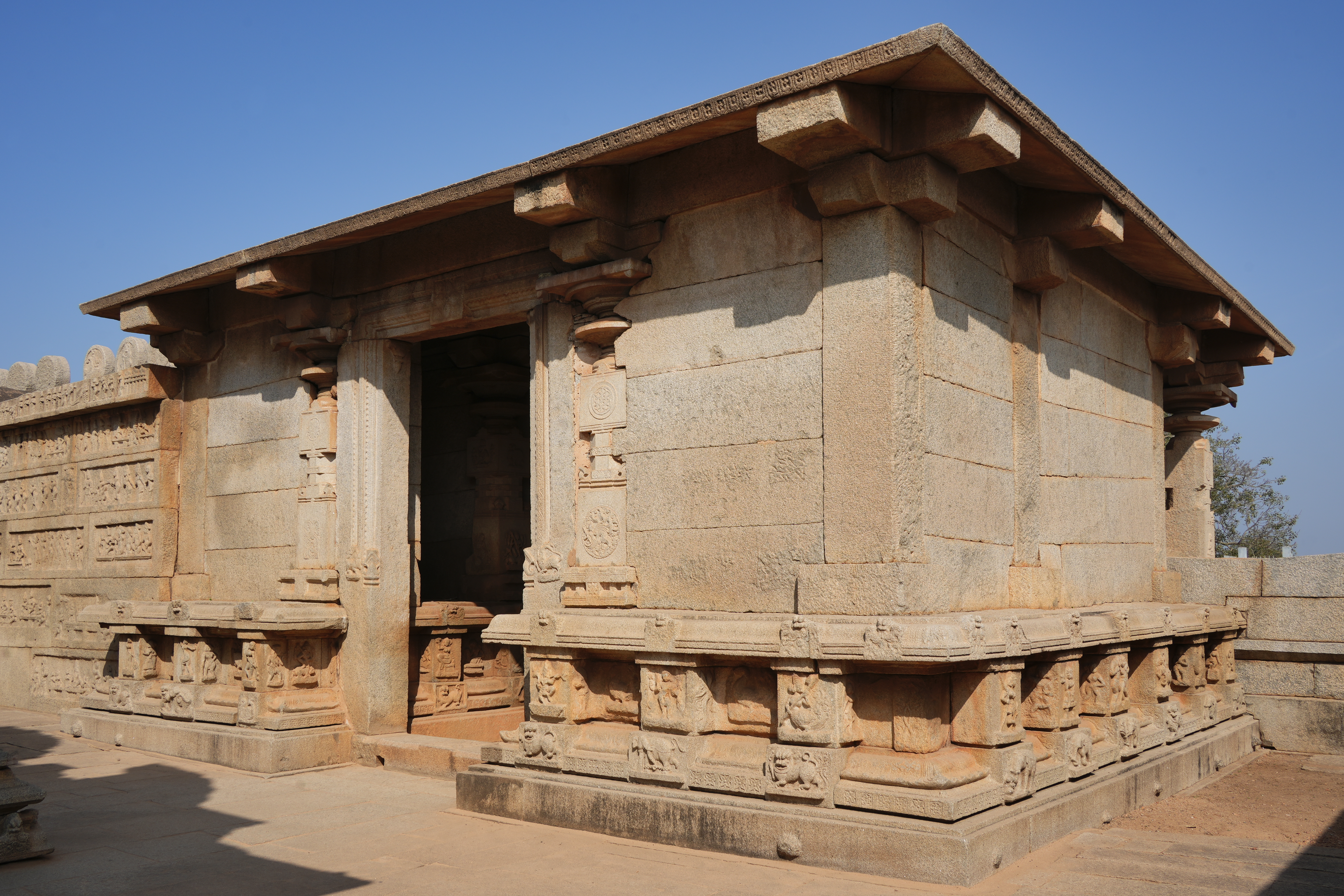
Extérieur du mandapa.
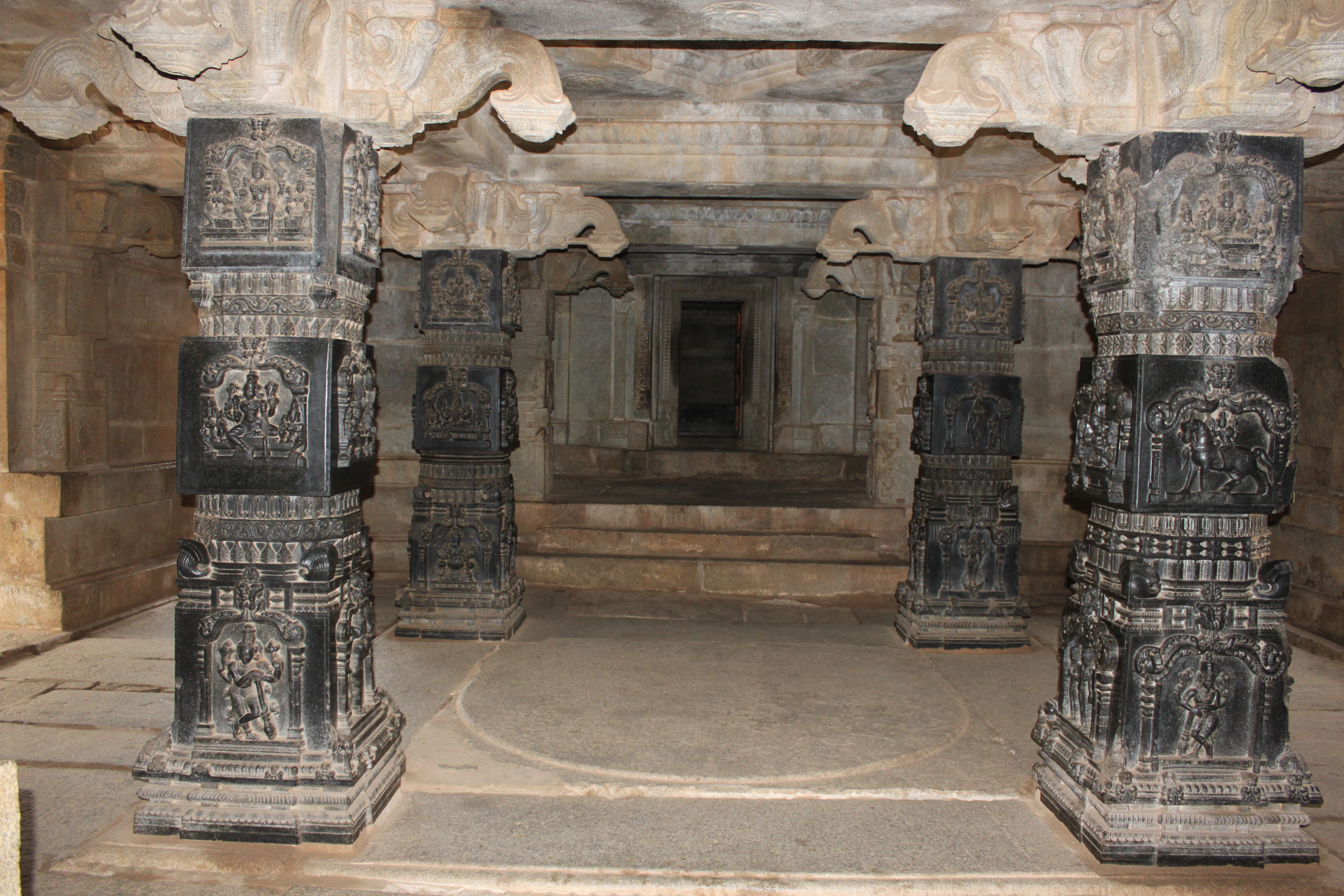
Intérieur du mandapa, avec ses quatre piliers sculptés.

Les murs intérieurs du temple ont des frises contenant la plus vaste narration de l'épopée hindoue du Ramayana. Le temple a un mandapa à l'entrée et une salle de cérémonie du yajña, dont le plafond est conçu pour ventiler les vapeurs et la fumée à travers le toit. À l'intérieur du mandapa principal se trouvent quatre piliers finement sculptés dans le style Hoysala. Ces sculptures comprennent des représentations de Rama, Lakshmana et Sita du Vaishnavisme, Durga comme Mahishasuramardini du Shaktisme et Shiva-Parvati du Shivaïsme. Il manque des images dans le sanctuaire carré. Le temple a un sanctuaire plus petit avec des frises décrivant les légendes des avatars de Vishnou.
Ce complexe de temples en ruines est bien connu pour ses milliers de gravures et d’inscriptions, ses fresques élaborées illustrant la théosophie hindoue et sa vaste cour ornée de jardins.

#### Le temple de Kodandarama et les monuments au bord de la rivière
Le complexe de temples de Kodandarama se trouve près de la rivière Tungabhadra et au nord du temple Achyutaraya. Le temple donne sur Chakratirtha, où le Tungabhadra se dirige vers le nord en direction de l'Himalaya. Les rives de la rivière, considérées comme sacrées, abritent des installations de ghat et de mandapa pour la baignade datant de l’ère Vijayanagara. Devant le temple se trouve un dipa stambha (pilier d'éclairage) sous un Pipal, et à l'intérieur se trouve un sanctuaire dédié à Rama, Sita, Lakshmana et Hanuman. À proximité et se poursuivant jusqu'à Kotitirtha au nord, se trouvent un certain nombre de sanctuaires plus petits, dédiés à Vitthala, Anjaneya, Shiva et à d'autres divinités. Sur la paroi rocheuse se trouvent des reliefs de Anantashayana Vishnou (Ranganatha allongé créant le cycle cosmique), des frises relatant les légendes de Narasimha et de Prahlada, ainsi que les vingt-quatre avatars de Vishnou selon la tradition puranique du Vaishnavisme. Près de la rivière se trouve un rocher sculpté avec 1008 lingas du shaivisme.

#### Complexe du temple Pattabhirama

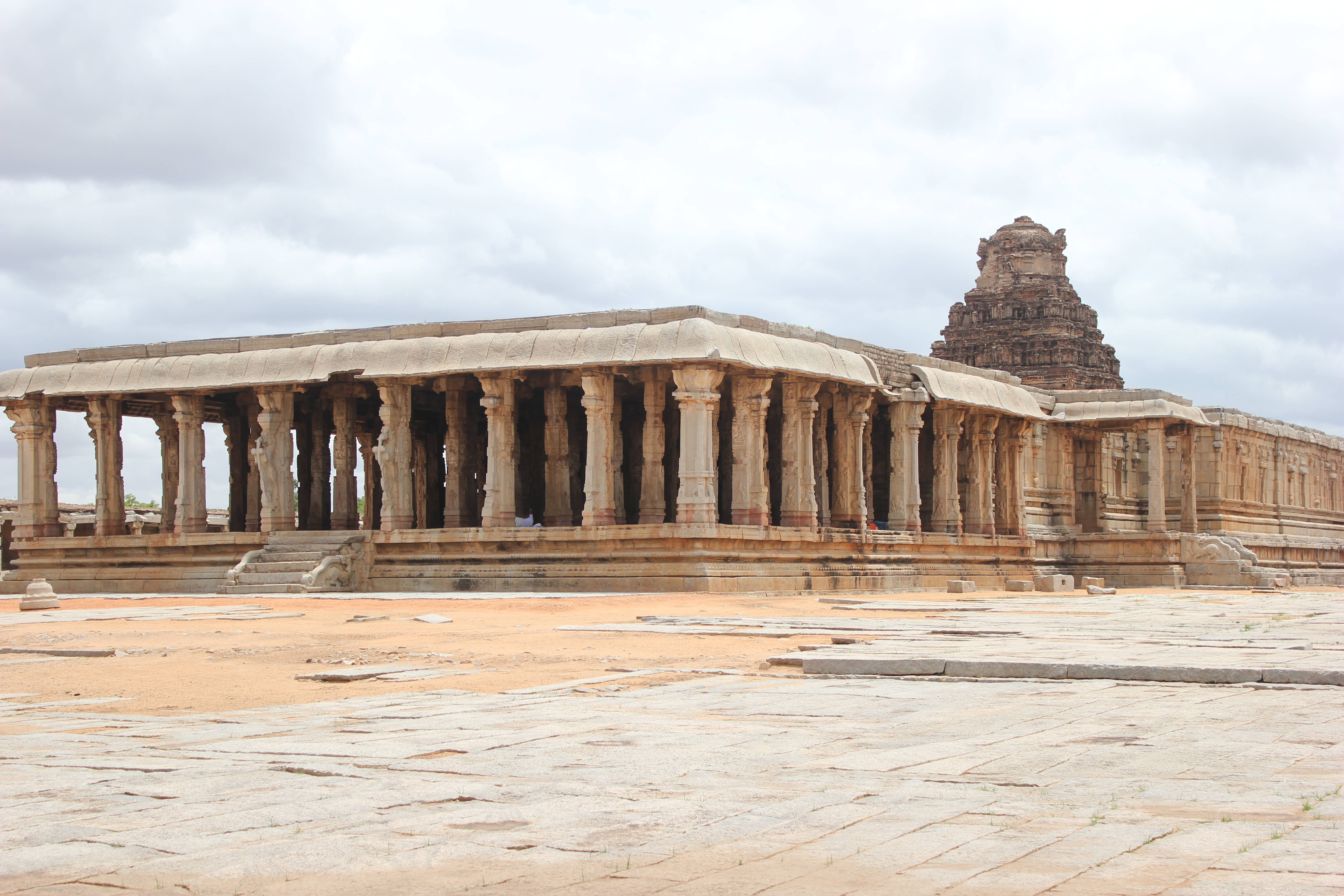
Temple de Pattabhirama dans la banlieue de Hampi.

Le complexe de temples de Pattabhirama se situe dans le centre sud de la banlieue, à l’extérieur du centre sacré et du centre-ville, à environ 500 m du musée de l'Archaelogical Survey of India de Hampi. Il était au cœur de l' activité économique et culturelle de cette banlieue, maintenant situé au nord-est de Kamalapura. Le complexe, également connu sous le nom de Varadevi Ammanana Pattana, a probablement été construit au début du XVIe siècle et dédié à Rama (avatar Vishnou). Le complexe comprend un temple principal, une cour à colonnes dans une enceinte et un mandapa à piliers de 64 (8x8 carrés) et au toit devant le sanctuaire. Le complexe et le sanctuaire font face à l'est; l'entrée normale se faisait par le gopura oriental,. Les ruines suggèrent que le gopuram avait six niveaux. Le temple Pattabhirama comprenait une salle de 100 piliers - probablement une salle d’alimentation - fixée au mur sud de l’enceinte fermée. Les piliers ont des reliefs illustrant des thèmes hindous, notamment des dieux, des déesses, une scène tirée d'un texte hindou, du yoga et du namaste.

#### La plate-forme de Mahanavami et l'ensemble de la place principale
La plate-forme de Mahanavami, aussi appelée monument de la "Grande plateforme", "Salle d'audience", "Dasara" ou "Mahanavami Dibba", est située dans un enclos de 7,5 ha à l'un des lieux les plus élevés du centre royal (cœur urbain). Il s'y trouve des structures cérémonielles,. Elle est mentionnée dans les mémoires d'étrangers ayant visité Vijayanagara, certains l'appelant la "Maison de la Victoire". Le plus grand monument de ce complexe a trois étages carrés ascendants menant à une large plate-forme carrée sur laquelle se trouvait vraisemblablement un mandala en bois. L'ensemble a brûlé durant la destruction de Hampi.

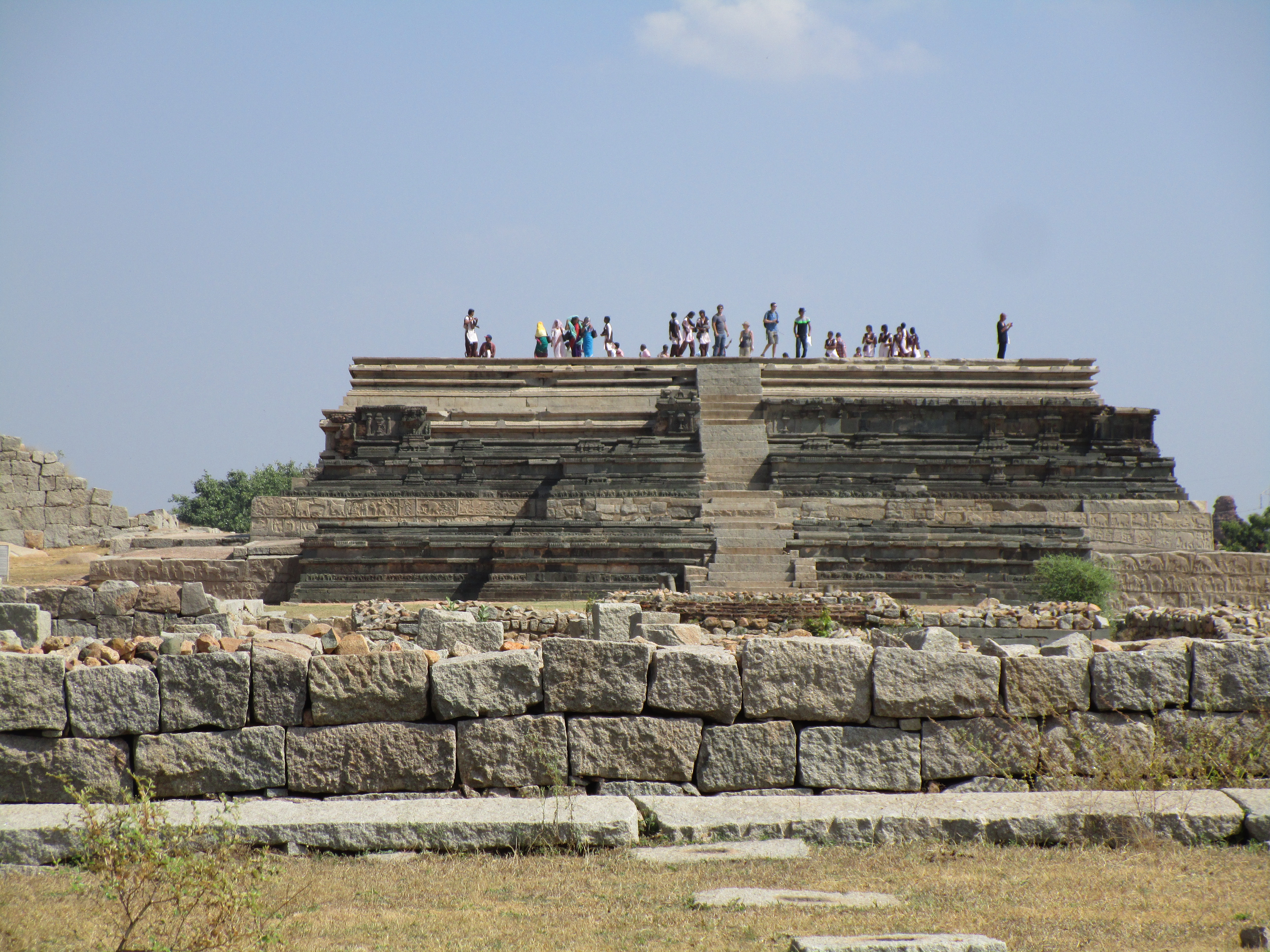
Monument de la plate-forme de Mahanavami.

Les deux niveaux inférieurs de la plate-forme sont en granit. Il présente des reliefs - peut-être un catalogue des activités royales du XIVe siècle — et des rangées d'animaux en marche, notamment des éléphants, des chevaux et des chameaux,. Les reliefs du côté sud montrent des musiciens et des danseurs, y compris des dandâ. Les reliefs du troisième niveau représentent une procession de bataille, des couples et des scènes de citoyens ordinaires célébrant Holi (Vasantotsava) en se jetant de l'eau les uns aux autres,,. Près de la grande plate-forme se trouve une salle d'audience, qui avait probablement aussi un pavillon en bois, matérialisé par 100 bouts de pierre; cela aussi a été brûlé.
Au sud de la plate-forme se trouve un aqueduc conduisant l’eau vers un grand réservoir en granit à gradins symétriques qui a été mis au jour par les archéologues dans les années 1980. Le complexe dispose d'une autre grande piscine d'eau, éventuellement pour les sports nautiques, d'un jardin et de divers mandapa. Il y a un monument en forme de temple en ruine près du réservoir à gradins,.

#### Infrastructures hydrauliques

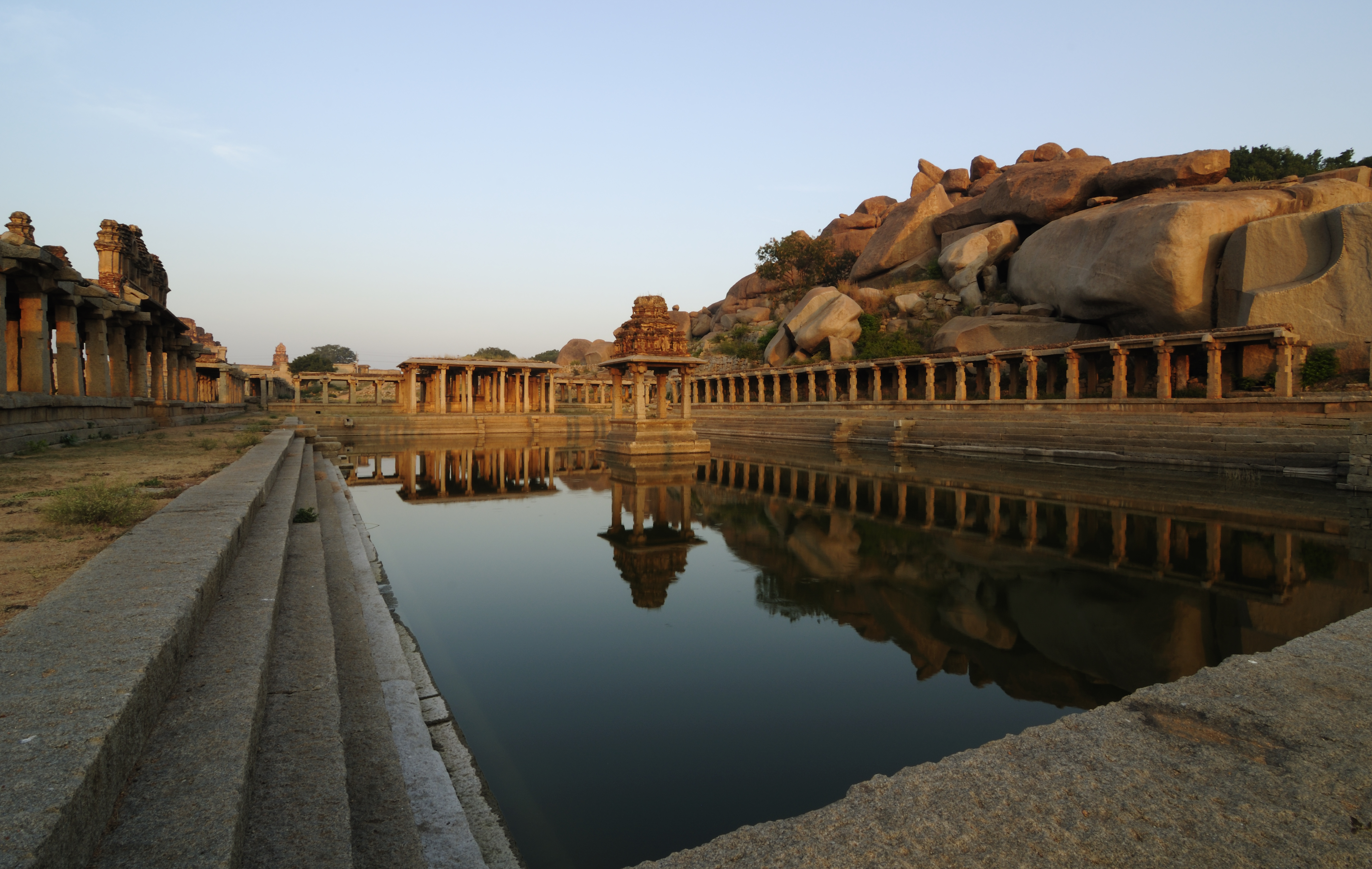
Un des réservoirs hydrauliques.

Le Square Water Pavilion, également appelé Queen's Bath, se trouve au sud-est du centre royal. Il dispose d’un pavillon, d’un bassin d’eau et d’une méthode permettant d’alimenter l’eau en eau douce, d’éliminer les eaux de lavage et les débordements. Le bassin est enfermé dans une baie ornée, à piliers et voûtée. À proximité se trouvent les ruines de l'aqueduc. Le nom moderne de ce bâtiment, le bain de la reine, est probablement mal choisi, car il s’agissait d’un bain public pour hommes et voyageurs,. Les arches intérieures du bâtiment montrent l'influence du style indo-islamique, reflétant une époque au cours de laquelle les arts hindous et musulmans se sont mutuellement influencés en Inde.
L'empire de Vijayanagara a construit une vaste infrastructure hydraulique , dont le réservoir de Manmatha près du temple de Virupaksha, daté du XIe siècle environ, est antérieur à Vijayanagara. Selon une inscription trouvée à cet endroit, le char Manmatha aurait été modernisé et un sanctuaire de Durga aurait été ajouté en 1199. L'inclusion d'œuvres d'art dans le char, comme un guerrier combattant un lion, date du XIIIe siècle, lorsque Hoysalas fréquenta Hampi.

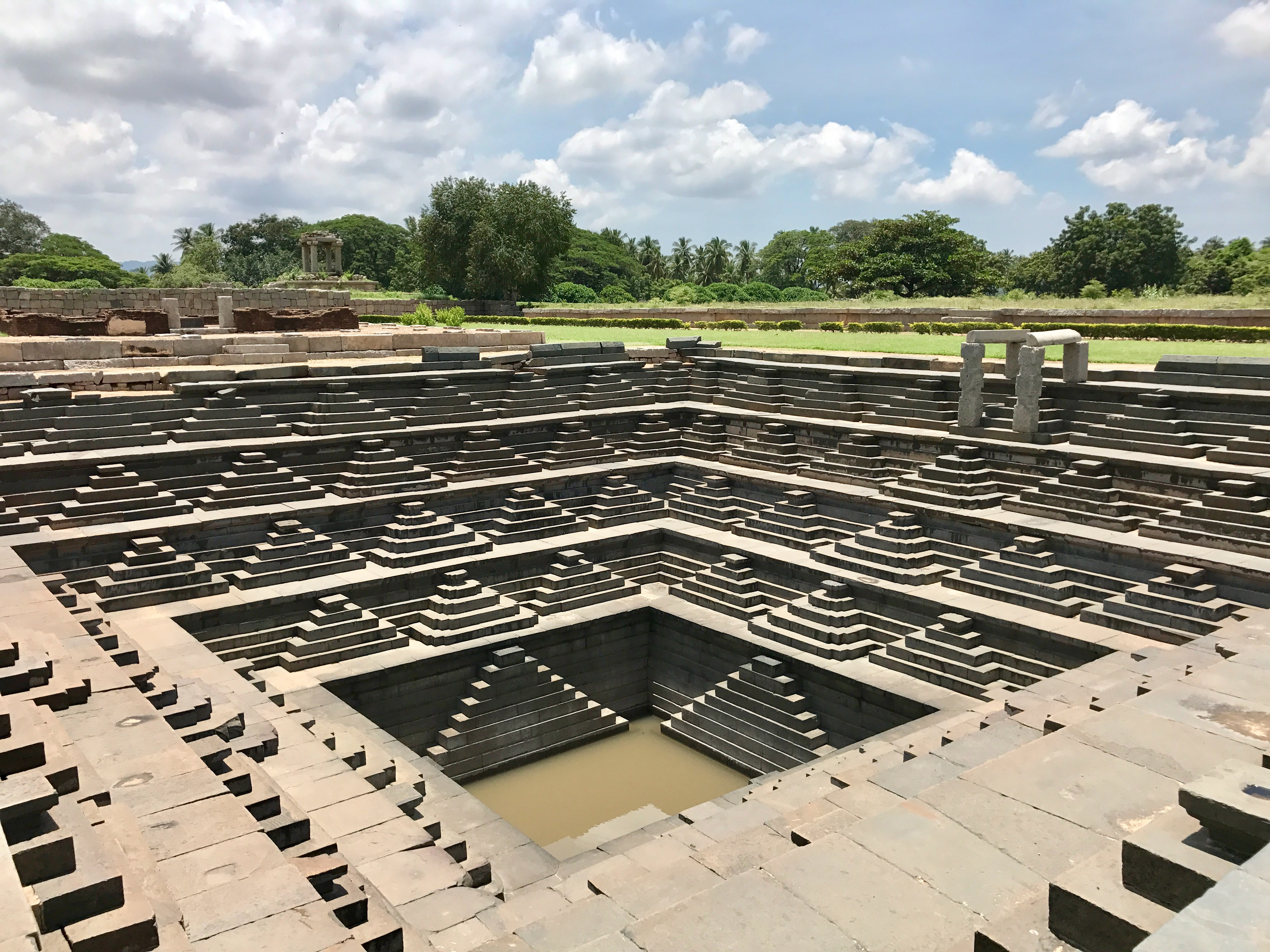
Un réservoir d'eau carré à gradins.

Les monuments de Hampi comprennent des aqueducs destinés à acheminer de l’eau vers les réservoirs et d’autres parties de la ville, ainsi que des drains et des canaux pour éliminer les débordements d’eau. Par exemple, des fouilles effectuées dans les années 1980 près de la plate-forme Mahanavami dans le noyau urbain ont révélé un grand réservoir à gradins carrés alimenté par un aqueduc. Les chars étaient des services publics; certains ont peut-être été utilisés pour des cérémonies royales.
Les fouilles archéologiques de 1990 ont révélé vingt-trois puits et citernes dans la métropole de Hampi-Vijayanagara. Parmi ceux-ci, treize ont été retrouvés à l'extérieur des remparts de la ville, et dix à l'intérieur. Douze d'entre eux se trouvaient au bord des routes, huit près des temples, dix dans des zones résidentielles et deux étaient utilisés pour l'irrigation dans le noyau urbain. Plus d'infrastructures hydrauliques ont été trouvées dans la vallée de Daroji pour l'agriculture. Selon les archéologues Kathleen Morrison et Carla Sinopoli, l'infrastructure hydraulique de Hampi était destinée aux voyageurs, aux rituels, à l'usage domestique et à l'irrigation.

#### Fontaines et cuisine communautaire
Plusieurs temples importants à Hampi ont une cuisine intégrée et des salles de repas à 100 piliers ou plus,. Hampi avait également un public dédié Bhojana shala (maison de la nourriture) où de nombreux thali (plats) ont été sculptés en série dans un rocher des deux côtés d’un canal d’eau. Un exemple se trouve près d'une fontaine octogonale au sud du centre royal ; selon des sources épigraphiques, ce Hampi bhojan shala était un utada kaluve ou "canal relié à la nourriture".

#### Éléphants: écuries et enclos

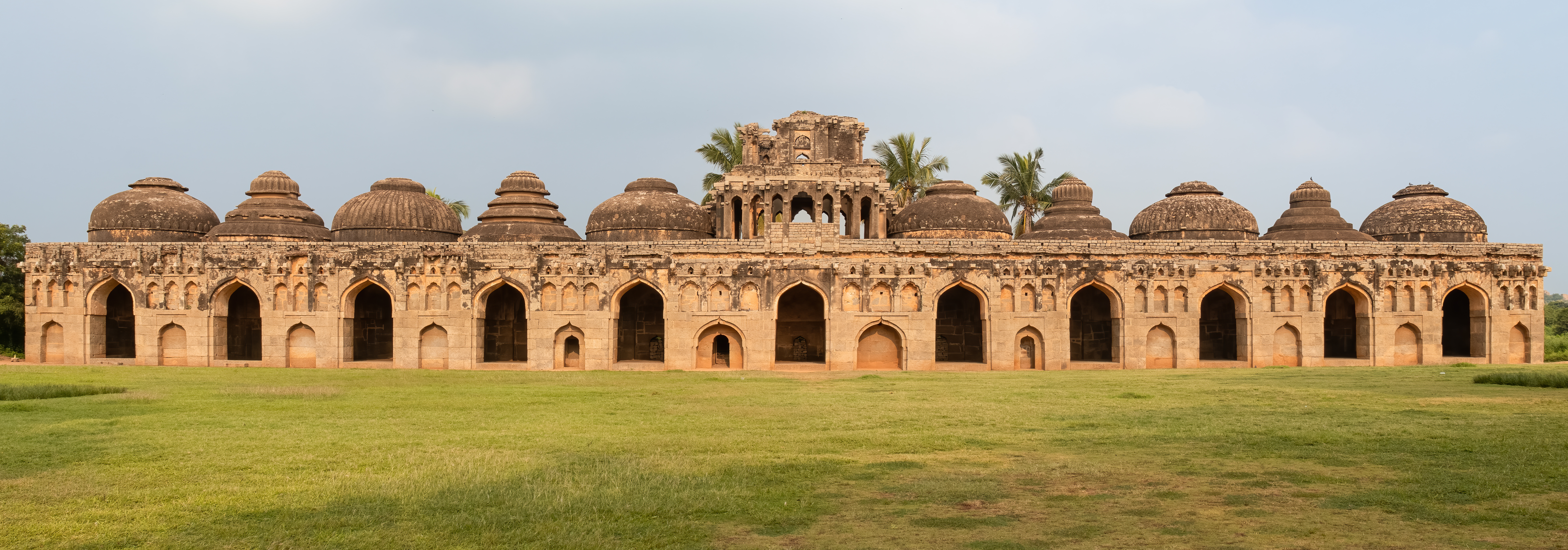
Le Gajashala.

À l'est du centre royal, se trouve le Gajashala, ou écurie à éléphants, composée de onze chambres carrées alignées nord-sud. Les ouvertures des écuries sont cintrées; au-dessus de dix chambres alternent dômes cannelés et simples. Au milieu des écuries, des escaliers mènent au toit,.

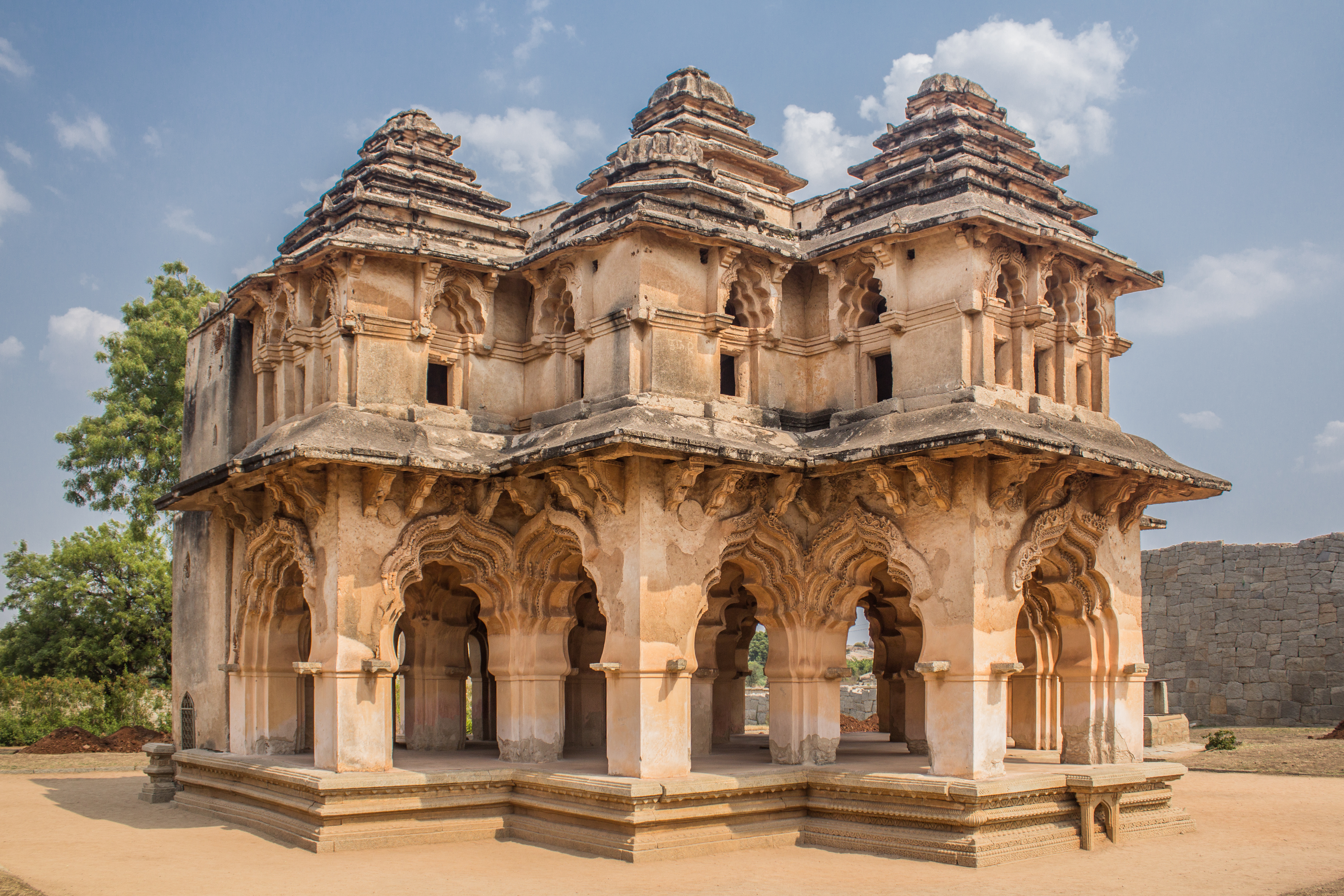
Le Lotus Mahal.

L'enceinte ressemble à des écuries d'éléphants; il a donc été ainsi nommé dans un mémoire persan dont la traduction du XIXe siècle constituait pour beaucoup une introduction aux ruines de Hampi,. L'enceinte contient le Lotus Mahal, ce dernier étant un pavillon à deux étages situé dans le centre royal. Le Lotus Mahal combine un motif de mandala hindou symétrique et carré avec des arcs lobés, des voûtes et des dômes de style indo-islamique. Son sous-sol et ses tours pyramidales sont basés sur l'architecture de temples hindous. Comme presque toutes les structures du centre royal de Hampi, ce monument ne comporte pas d’inscriptions ni d’épigraphes qui le mentionnent. Il est donc difficile de le dater et de l’établir avec des preuves. Le Lotus Mahal et d'autres structures du noyau urbain de Hampi, cependant, n'ont pas été construits sous le patronage des musulmans, contrairement aux tombeaux des différents quartiers musulmans de la ville. Ces bâtiments reflètent l'approche d'assimilation des dirigeants hindous de Vijayanagara. Lotus Mahal ressemble à un espace syncrétique et congestionné et son objectif n'est pas clair. Les spéculations comprennent qu'il s'agisse d'une salle du conseil,.

#### Autres temples et monuments hindous

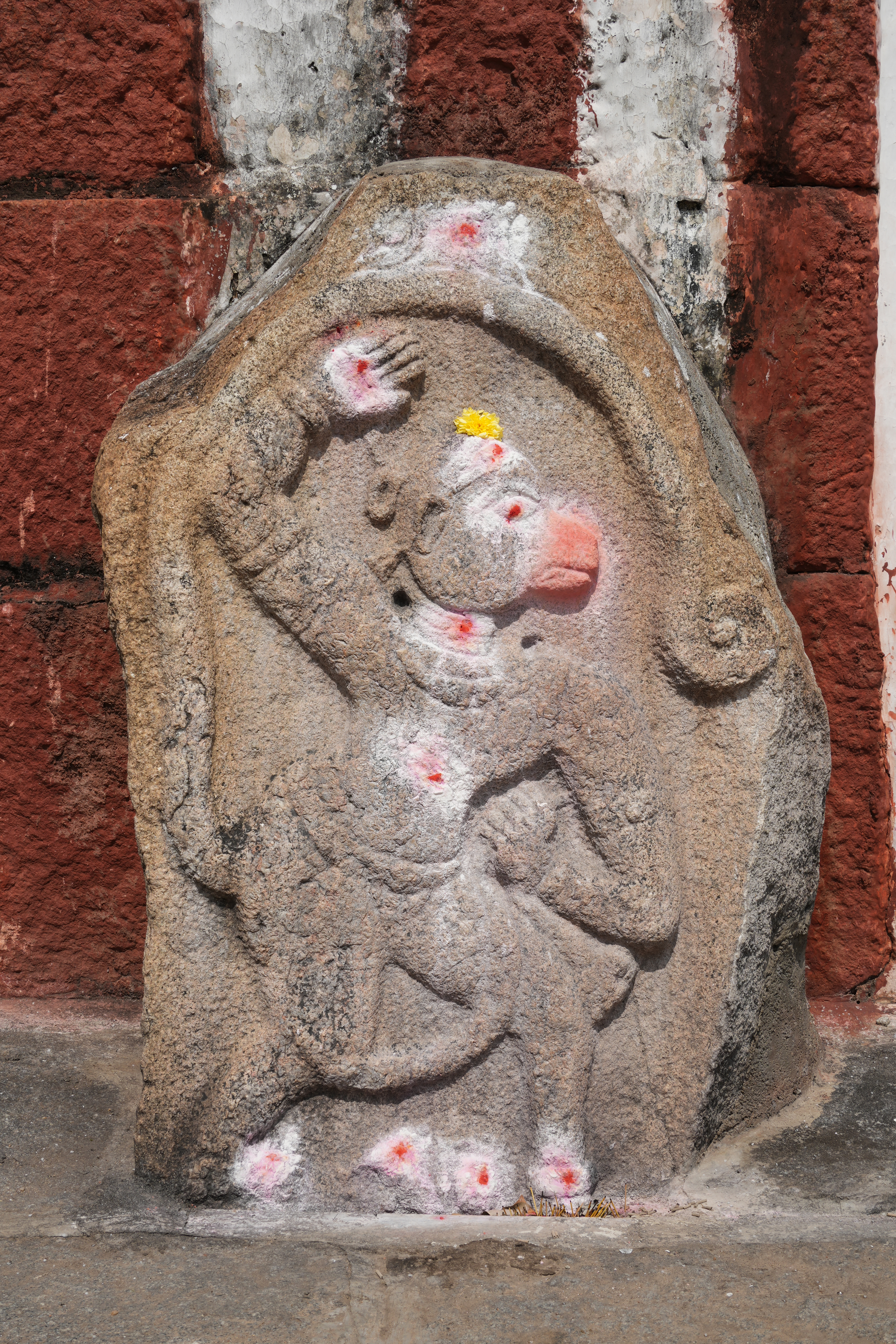
Un relief (sculpture) à Hampi représentant Hanumān. Les marques rouges sont faites à l'aide de sindoor par des dévots.

Dans le centre sacré situé près des rives sud de la rivière Tungabhadra et à proximité du complexe de temples de Vitthala, se trouvent des portes d'entrée et un monument maintenant appelé Balance du roi,. Ce dernier est semblable à ceux que l'on trouve aux entrées des temples hindous du sud de l'Inde pour les cérémonies de tula-purush-dāna ou de thulabharam dans lesquelles une personne donne un cadeau d'un poids égal ou supérieur à son poids corporel,,.
Les dirigeants de Vijayanagara ont construit des forts, des portes fortifiées et des tours de guet après la fondation de leur dynastie sur les ruines de la guerre et pour la sécurité contre les attaques et invasions répétées. Les arcs en encorbellement de style hindou sont les passerelles et les tours de guet les plus courantes à Hampi. L'une de ces passerelles est située au sud-est du temple jaïn de Ganagitti ; il comprend un mur central de barbacane conçu pour piéger et confondre un étranger cherchant la surprise, alors que les visiteurs assidus connaissaient les trois changements de direction avant la passerelle. Ces monuments hindous fonctionnels sont identifiables par un caractère hindou légendaire incorporé dans ceux-ci, comme celui de Bhima de la renommée Pandava du Mahabharata. Une autre porte de ce type se trouve sur la route nord-est menant au monument hindou de Talarighat et au temple de Vitthala,.
Le site de Hampi compte plus de 1600 ruines, pour la plupart hindoues, disséminées dans une vaste zone. D'autres monuments importants comprennent un temple près de la baignoire octogonale pour Saraswati, une déesse hindoue de la connaissance et de la musique; un temple dans la banlieue pour Ananthasayana Vishnou; un temple Uddana Virbhadra pour Shiva et Vishnou; un sanctuaire pour Kali, la forme féroce de Durga exceptionnellement représentée tenant une boule de riz et une louche ; un temple souterrain dans le centre royal; un temple de la grotte Sugriva ; les monuments de la colline de Matanga; le temple Purandaradasa dédié au musicien érudit célèbre pour la tradition de la musique carnatique ; le temple Chandrashekhara pour Shiva près du monument aux bains de la reine; et la colline de Malyavanta dédiée à Rama-Sita-Lakshmana et à Shiva. La colline de Malyavanta comprend plusieurs sanctuaires, dont le temple de Raghunatha et une rangée de lingas de Shiva sculptés dans la pierre.

### Monuments jaïns
Les reliefs des temples jaïns à Hampi comprennent les temples de Hemkut Jain, Ratnantraykut, Parsvanath Charan et Ganagitti Jain. La plupart des idoles sont maintenant absentes de ces temples construits au XIVe siècle.

#### Complexe du temple de Ganagitti

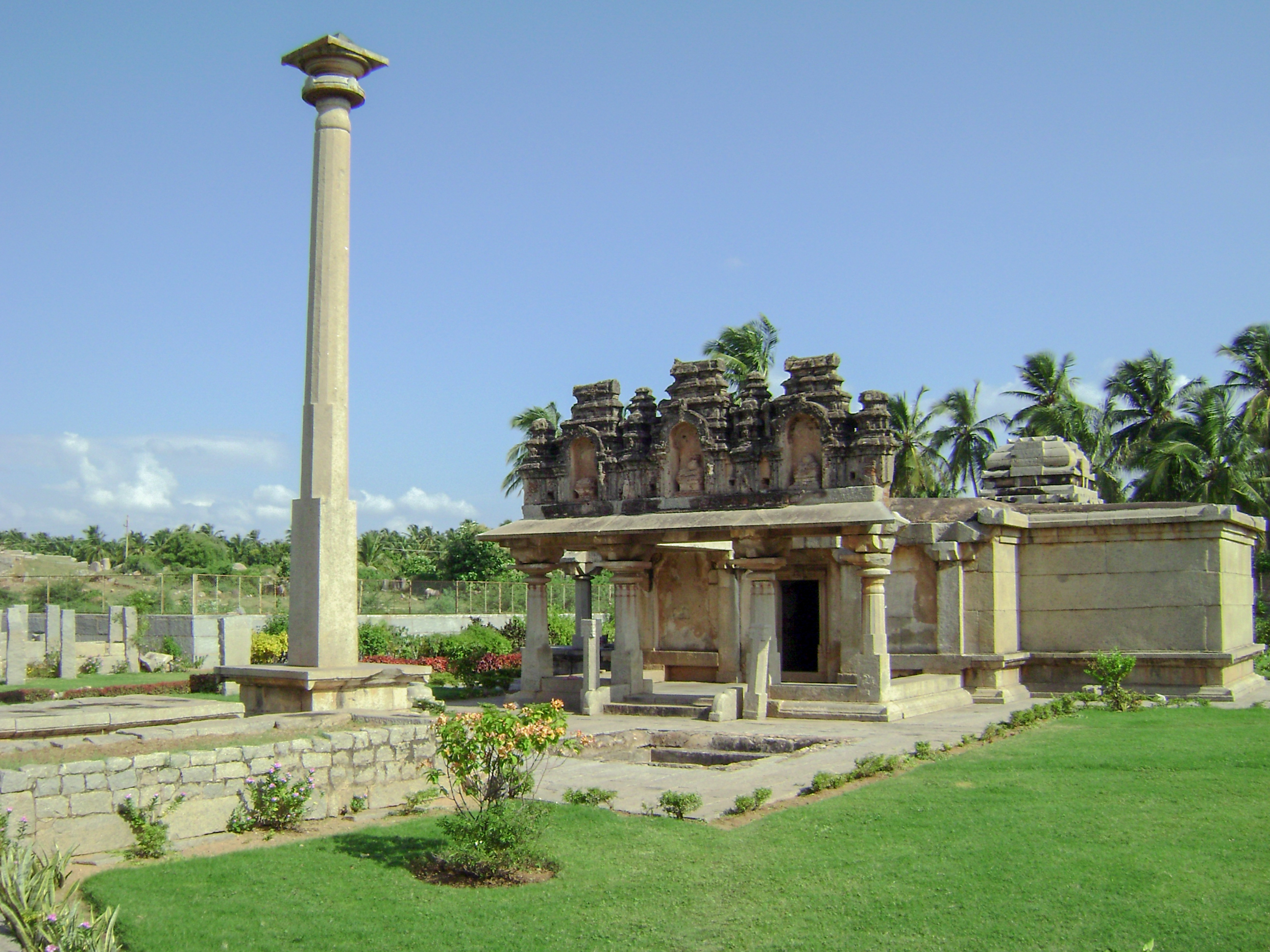
Temple de Ganagitti.

Le temple jaïn de Ganigitti se trouve près de la porte de Bhima, au sud-est du noyau urbain de Hampi. En face de lui se trouve un pilier de lampe monolithique. Le temple faisait face au nord; il est daté de 1385 de notre ère, sous le règne du roi hindou Harihara II, basé sur une inscription dans le temple. Il est dédié à Tirthankara Kunthunatha et a des murs lisses, un mandapa à piliers et un sanctuaire carré d'où manque la statue de Jina. Il y a des chapiteaux sur les piliers et les portes sont décorées. Au dessus du sanctuaire se trouve une tour pyramidale carrée de plus en plus étroite, de style dravidien. D'autres monuments dans l'enceinte du temple sont en ruines.

#### Autres temples et monuments jaïns
Un groupe de temples jaïns et hindous est situé à environ 150 m à l'est des écuries d'éléphants. Un temple orienté au nord est dédié à Parshvanatha Tirthankara. Il a été construit par le roi Devaraya II et date de 1426, conformément à une inscription dans le temple. Devant le temple se trouvent deux temples en ruine; l'un de Shiva et l'autre dédié à Mahāvīra. Les Tirthankaras jaïns sont également inclus dans les reliefs à l'intérieur des temples hindous,,.

### Monuments musulmans
Le site de Hampi comprend un quartier musulman avec des tombeaux islamiques, deux mosquées et un cimetière. Ce ne sont ni dans le centre sacré ni dans le centre royal du site de Hampi. Certains monuments musulmans font partie du noyau urbain tandis que d'autres se trouvent dans les banlieues où vivaient la plupart des habitants de Vijayanagara. Celles-ci se trouvent dans la vallée nord-est du noyau urbain, où se trouvent également des colonies d’hindous et de jaïns. Une grande partie de cette région est profondément envasée et le sol cache des temples abandonnés, des routes, des réservoirs d'eau, des portes d'entrée et des quartiers résidentiels,.

#### Mosquée Ahmad Khan et tombe

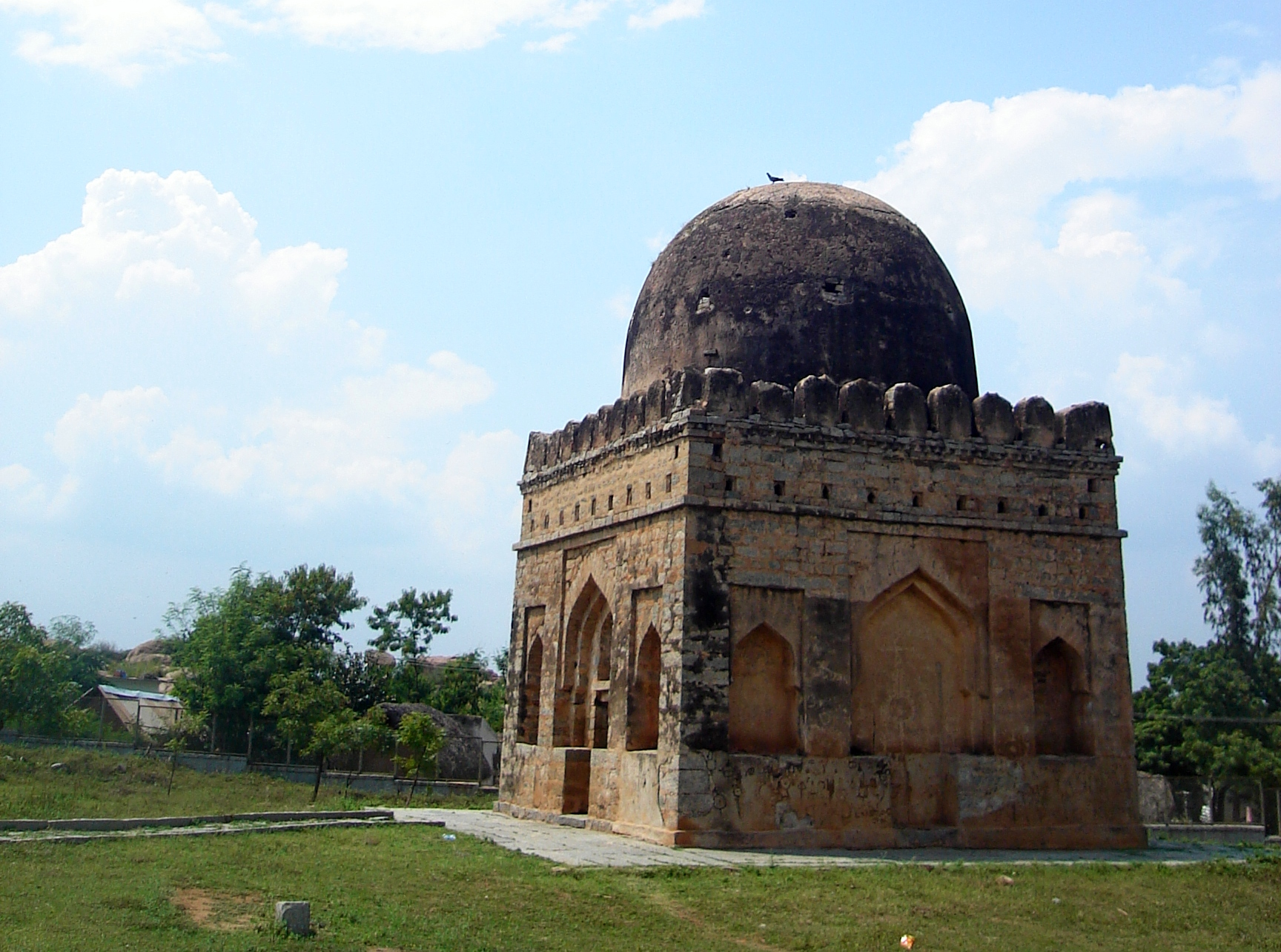
La tombe d'Ahmad Khan à Hampi.

Un monument musulman se trouve au sud-est du noyau urbain sur la route reliant Kamalapura à Anegondi, avant le canal de Turuttu dans la vallée irriguée. Ce monument a été construit pour la première fois en 1439 par Ahmad Khan, un officier musulman de l'armée du roi hindou Devaraya II. Les monuments comprennent une mosquée, un puits octogonal et une tombe. La mosquée n'a pas de dôme et est un pavillon à piliers, tandis que la tombe a un dôme et des arches. D'autres monuments musulmans et un cimetière ont été ajoutés plus tard près de l'héritage d'Ahmad Khan.

## Récits de voyageur
Dans les mémoires de Nicolò de' Conti, un commerçant et voyageur italien qui visita Hampi vers 1420, la ville avait une circonférence estimée à 96 km, bien que des terres agricoles et des habitations soient encloses dans ses fortifications. En 1442, Abdur Razzaq, qui se rendait en Perse, la décrit comme une ville avec sept niveaux de forts, avec des zones extérieures pour l'agriculture, l'artisanat et la résidence, les couches internes situées entre le troisième et le septième étant très encombrées de boutiques et de bazars (marchés).
En 1520, Domingo Paes, un voyageur portugais, s'est rendu à Vijayanagara en tant que membre du contingent commercial de Goa au Portugal. Il a écrit son mémoire sous le titre Chronica dos reis de Bisnaga, dans lequel il affirmait que Vijayanagara était « aussi grand que Rome et très belle à voir . […] la ville la mieux fournie au monde »,. Selon Paes, « il y a beaucoup de bosquets à l’intérieur, dans les jardins des maisons, de nombreux conduits d’eau qui s’écoulent au milieu de celle-ci, et par endroits des lacs… ».
Cesare Federici, un commerçant et voyageur italien, a visité quelques décennies après la défaite de 1565 et l'effondrement de l'empire Vijayanagara. Selon Sinopoli, Johansen et Morrison, Federici la décrit comme une ville très différente. Il a écrit: « La cité de Bezeneger (Hampi-Vijayanagara) n'est pas entièrement détruite, aujourd'hui les maisons sont debout, mais sont vides, et nul ne demeure en elles, comme il est rapporté, excepté les tigres et autres bêtes sauvages ».
L'historien Will Durant, dans son ouvrage intitulé Notre patrimoine oriental: L'histoire de la civilisation, raconte l'histoire de Vijayanagara et décrit sa conquête et sa destruction comme un récit décourageant. Il écrit que « sa morale évidente est que la civilisation est une chose précaire, dont le délicat complexe d'ordre et de liberté, de culture et de paix » peut à tout moment être renversé par la guerre et la violence féroce,.